# Parc naturel régional des Ardennes
Vous lisez un « bon article » labellisé en 2013.
Le parc naturel régional des Ardennes, abrégé en PNR des Ardennes, est un parc naturel régional créé le 21 décembre 2011, dont l'emprise occupe environ 116 000 hectares du département des Ardennes.
Né après une longue période de gestation et bien des débats sur l'intérêt de ce label, il englobe 92 communes et 76 000 habitants. Il couvre 22 % de la superficie du département des Ardennes. Charleville-Mézières, préfecture des Ardennes, a le statut de ville porte associée au parc.
Ce territoire est marqué par la coexistence d'une tradition rurale et forestière, et d'une tradition manufacturière, regroupant 36 % des emplois industriels du département. D'un point de vue géologique, il constitue une zone de transition, avec une diversité remarquable de paysages et une grande richesse de patrimoines naturels : il comprend 54 zones d'intérêt écologique, faunistique et floristique et sept sites Natura 2000, des forêts, des tourbières, des landes, des pelouses sèches, des ardoisières, des escarpements rocheux, des vallées encaissées, des bocages, etc. Le territoire concerné est une terre de légendes, mais aussi de combats. Cette zone frontière a été à plusieurs reprises le champ des querelles entre les hommes. L’architecture de cette région est le reflet de cette histoire, de ces paysages et de cette géologie : pierre calcaire de la Thiérache, pierre bleue de Givet, maisons à pans de bois, églises fortifiées, citadelles et châteaux médiévaux, mais aussi bâtiments industriels et villages témoins du travail du fer et de l'aventure des maîtres de forges.

## Histoire du parc

Le logo du parc comprend un arbre, un sanglier, un méandre de cours d'eau et une vallée, en plus de l'étoile, symbole des espaces verts de tous les parcs naturels régionaux de France

L’idée  d’un  parc naturel des Ardennes  apparaît dès les années 1960. Le décret de création des parcs naturels régionaux est à peine publié en mars 1967 que, deux mois plus tard, dans une revue littéraire et artistique ardennaise, La Grive, Christophe Ryelandt émet le vœu de la création d’un « parc naturel de la forêt des Ardennes », centré sur la partie septentrionale de ce département français et débordant en Belgique. Ce projet de parc transfrontalier est inspiré par la création alors imminente du « Parc naturel Hautes Fagnes-Eifel » entre la Belgique et l’Allemagne. Le projet s’inscrit dans une conception des parcs naturels constituant des zones protégées pour la détente et le tourisme,. D’octobre 1968 à juin 1969, des réunions associent le préfet des Ardennes, Pierre Brunon, et le gouverneur de la province de Namur, René Closse, ainsi que des élus locaux sur la création de ce parc naturel franco-belge. Selon le journal Le Monde, ce sujet n’aboutit pas du fait des différences entre l'Ardenne belge, déjà très avancée en aménagement touristique, et l'Ardenne française qui garde une dominante industrielle. Les industriels français craignent qu’un parc contrarie l’évolution de leurs implantations. Leurs réticences s’ajoutent à celles des chasseurs.
Un parc de l'Ardenne, au nord du département, est à nouveau mis à l'étude au début de l'année 1977, sur demande de la région Champagne-Ardenne. Une campagne d’information et une consultation sont organisées. Il est clairement indiqué que ce parc ne doit contrarier en rien l'agriculture, l'exploitation forestière, et le développement industriel, et que la chasse et la pêche resteront pratiquées selon les réglementations habituelles. Une communication qui ne satisfait pas le mouvement émergeant des écologistes. Une tribune est rédigée dans les colonnes du journal Le Monde par Guy Féquant, en tant que vice-président de la société départementale de protection de la nature et de l'environnement. Celui-ci s'indigne que les parcs naturels régionaux « se réfèrent souvent à la nature pour l'exploiter mais trop rarement pour la protéger. ». Le projet reste lettre morte.
Dans les années 1990, l’idée revient en force, poussée notamment par le maire de Rocroi, Michel Sobanska,. Une association de préfiguration du parc naturel régional en Ardennes est mise en place en 1999. Le parc naturel régional est désormais considéré comme un outil de développement complémentaire. Il doit participer également à préserver une identité. Une première consultation publique est organisée en 2005. Les doléances alimentent le projet de charte. En septembre 2006, le paléontologue Yves Coppens, marié à une ardennaise de Signy-l'Abbaye, devient le parrain du projet. Un avis intermédiaire favorable est donné en 2007 par le ministère de l’Écologie. Début 2010, l’Association de préfiguration du PNR disparaît au profit d’un syndicat mixte, soutenu financièrement par la région et le département. Une enquête d'utilité publique démarre le 5 janvier 2011 et se clôt début février. Après onze années, le décret de création du 47e parc naturel régional de France est signé le 21 décembre 2011, par le premier ministre François Fillon. Ce parc est le troisième de la région Champagne-Ardenne après ceux de la Forêt d'Orient et de la Montagne de Reims. Il est inauguré le 25 janvier 2012 par la ministre de l’Écologie, du Développement durable, des Transports et du Logement, Nathalie Kosciusko-Morizet,.

## Fonctionnement du parc

### Périmètre, missions et actions
91 communes ont adhéré à la charte pour douze ans et sont incluses dans le parc. Ces communes sont réparties sur les neuf cantons de Fumay, Givet, Monthermé, Nouzonville, Renwez, Revin, Rocroi, Rumigny et Signy-le-Petit. La commune de Aouste a été intégrée le 1er mars 2019, portant à 92 le nombre de communes du Parc.

Positionnement et superficie du parc au sein du département des Ardennes

Le syndicat mixte chargé de la gestion du parc est implanté à Renwez depuis novembre 2019. Les grandes missions du parc telles que formalisées dans la charte 2011-2023 portent sur les axes suivants, :
- diversifier l'activité économique en valorisant les ressources du territoire, les premières actions portant notamment sur le développement touristique ainsi que sur la mise en place d'une charte forestière associant les préoccupations économiques et environnementales ;
- préserver la richesse des patrimoines naturel et paysager et accompagner les mutations environnementales, ce qui comprend le suivi de l'extension de l’agglomération de Charleville-Mézières, la localisation judicieuse de zones d’activités futures, la dépollution et la réhabilitation d'anciens sites industriels, l'identification du réseau écologique (Trame verte et bleue), le suivi de la convention mise en place avec RTE et des travaux avec l'Office national des forêts, le travail d'inventaire et de suivi des espèces animales et végétales, l'animation des 7 sites Natura 2000 inclus dans le parc, l'élaboration d'un plan climat-énergie ;
- agir en faveur de l'identité et de la qualité de vie des Ardennes, avec des actions sur le suivi de la qualité des offres de service et d'habitat, les conseils aux particuliers sur la réhabilitation de bâtis, les mesures favorisant la vie associative et culturelle et renforçant l'identité locale, les échanges entre les acteurs du territoire, la  coopération transfrontalière avec la Belgique, la coopération avec les territoires voisins ;
- assurer le fonctionnement du parc en mettant en place une équipe de chargés de mission et une équipe administrative, en animant une conférence territoriale, en réunissant un conseil scientifique, en assurant le lien avec l'association des amis du parc, en créant un dispositif de suivi et d'évaluation, en implantant en place une signalétique et en communiquant.

### Structures de pilotage et de gestion

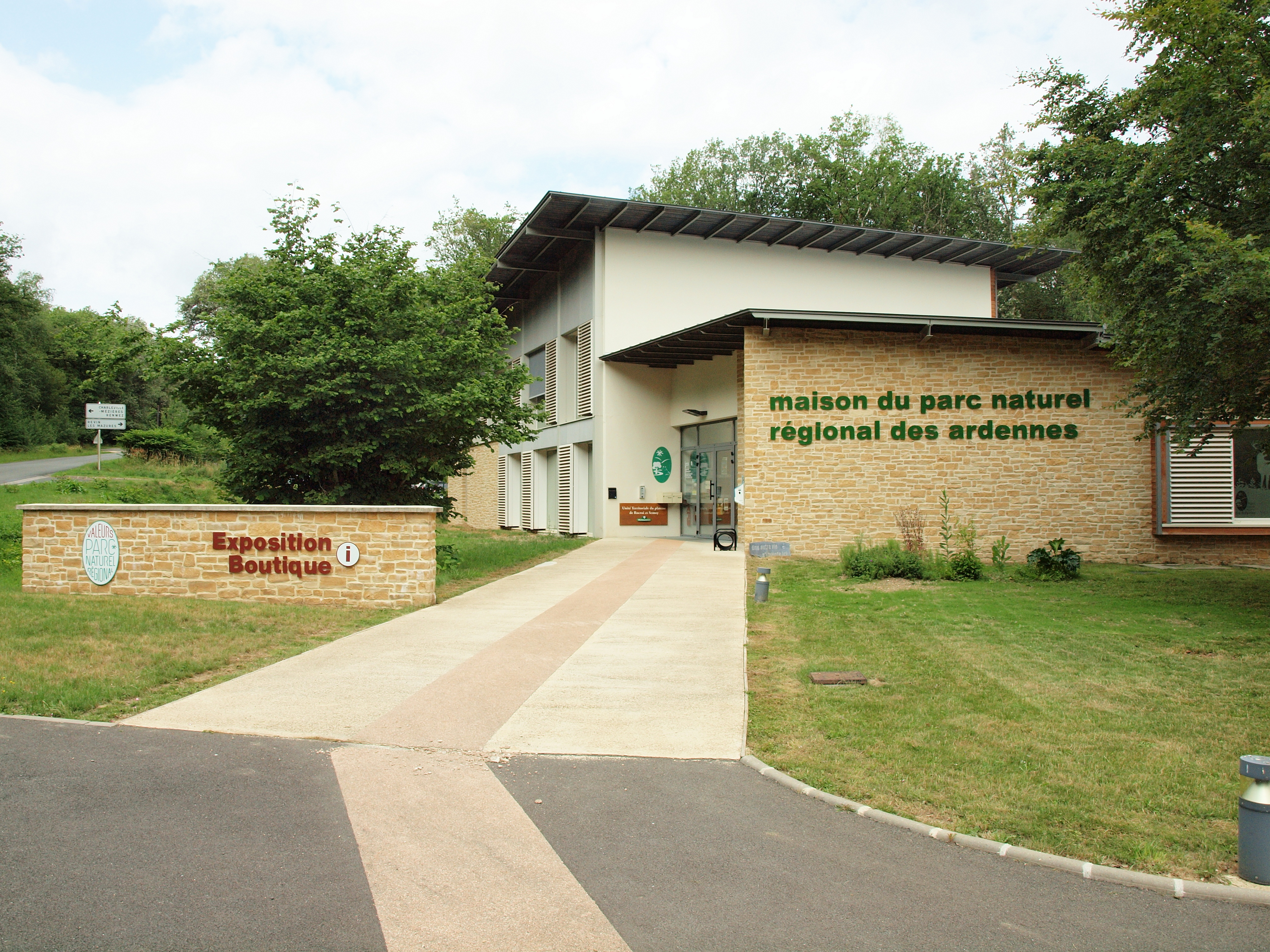
Maison du parc.

Les grandes décisions, budget, création d’emplois, statuts, lignes directrices, sont prises par le comité syndical du syndicat mixte de gestion du Parc naturel régional des Ardennes. Celui-ci est composé des représentants des différentes collectivités adhérentes au syndicat : les 92 communes adhérentes, le conseil régional de Champagne-Ardenne, le conseil général des Ardennes, la ville-porte du parc, les EPCI inclus dans le territoire. Il comprend aussi quelques membres à titre consultatif représentant notamment le Conseil économique, social et environnemental régional, et l’association des Amis du Parc. Les affaires courantes sont suivies par un bureau syndical de 15 membres élus au sein du comité syndical et animé par le président du PNR, Jean-Marie Meunier, qui est aussi conseiller régional des Ardennes. L’association des Amis du Parc citée précédemment regroupe des membres de la société civile, dont des personnalités qui ont accompagné les élus locaux tout au long de la phase de préfiguration. Cette association a vocation à faire entendre la voix des habitants et usagers du territoire.
Le budget de fonctionnement de 2012 est de 1 115 125 €, à comparer au montant moyen de fonctionnement d'un PNR en France, de 2 300 000 €. Né dans une période caractérisée par le désengagement financier de l’État, le PNR des Ardennes s'appuie sur une équipe composée des personnels administratifs et de sept chargés de mission spécialisés dans les domaines d’actions définis par la Charte. Cette équipe travaille sous l'autorité du Président du PNR, Jean-Marie Meunier, et de la Directrice, Isabelle Zarlenga, en collaboration avec le Bureau syndical.

## Géologie
Si on parcourt l'échelle des temps géologiques, en commençant par les temps les plus anciens, les premiers massifs émergés au Cambrien sont à l'origine des schistes ardoisiers de Rimogne, de Bogny et de ses phyllades noirs, et de Fumay,.
Au Dévonien, l’essentiel du territoire des Ardennes reste recouvert par une mer peu profonde, peu agitée, permettant aux sédiments de s'accumuler. Cette époque est marquée par la première manifestation d’une sédimentation marine très calcaire (récifs coralliens). La barre des calcaires de Givet, qui en résulte, constitue une limite naturelle. Cette limite naturelle sur plusieurs centaines de kilomètres a longtemps servi de frontière. La grotte de Nichet à Fromelennes s'est formée dans une formation calcaire de cette époque et en reste un témoignage saisissant. Givet a donné son nom à une des époques géologiques du Dévonien, le Givétien, décrite par le géologue Jules Gosselet.
Du Dévonien inférieur au Carbonifère, puis au Permien, le Massif ardennais, extrémité occidentale de la chaîne hercynienne, perce la surface des eaux. À la suite des soulèvements successifs de ce massif, des plateaux et des pointes se constituent aux environs de la ville actuelle de Sedan, mais aussi de Rocroi et de Namur, laissant subsister entre eux des bassins. Ces bassins se comblent de sédiments.
À la base de ce Massif ardennais, sur une bande allant de Signy-le-Petit et Rumigny à Renwez et Warnecourt, la mer liasique dépose des couches de sable, d'argile et de calcaire, sur lesquelles évoluent de grands sauriens. La mer se retire ensuite puis réapparaît, redéposant des sables, de l'argile et la gaize de l'infra-Crétacé. Puis elle recule à nouveau. Les animaux qui peuplent le terrain, à mesure que les eaux se retirent, sont plus évolués.
À l'ère Cénozoïque, le soulèvement des Alpes se fait sentir jusque dans ce territoire. Certaines couches sédimentaires se disloquent ou se plissent. Puis vient les grands déluges. Les sommets sont arasés par l'érosion et le ruissellement. Des vallées et des gorges se creusent, notamment sous l'action de la Meuse et de la Semoy.

## Géographie

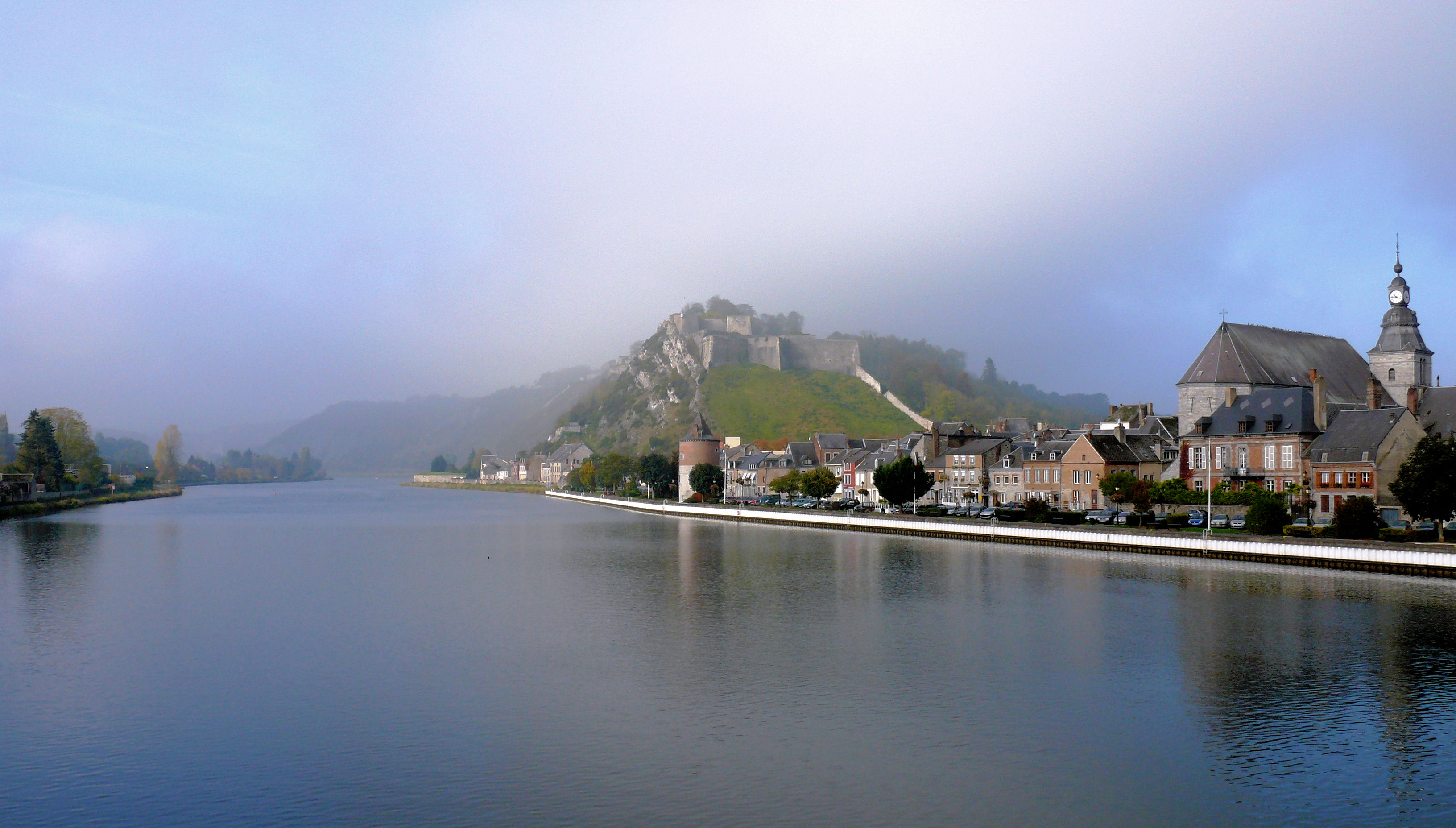
Vue de la vallée de la Meuse à Givet.

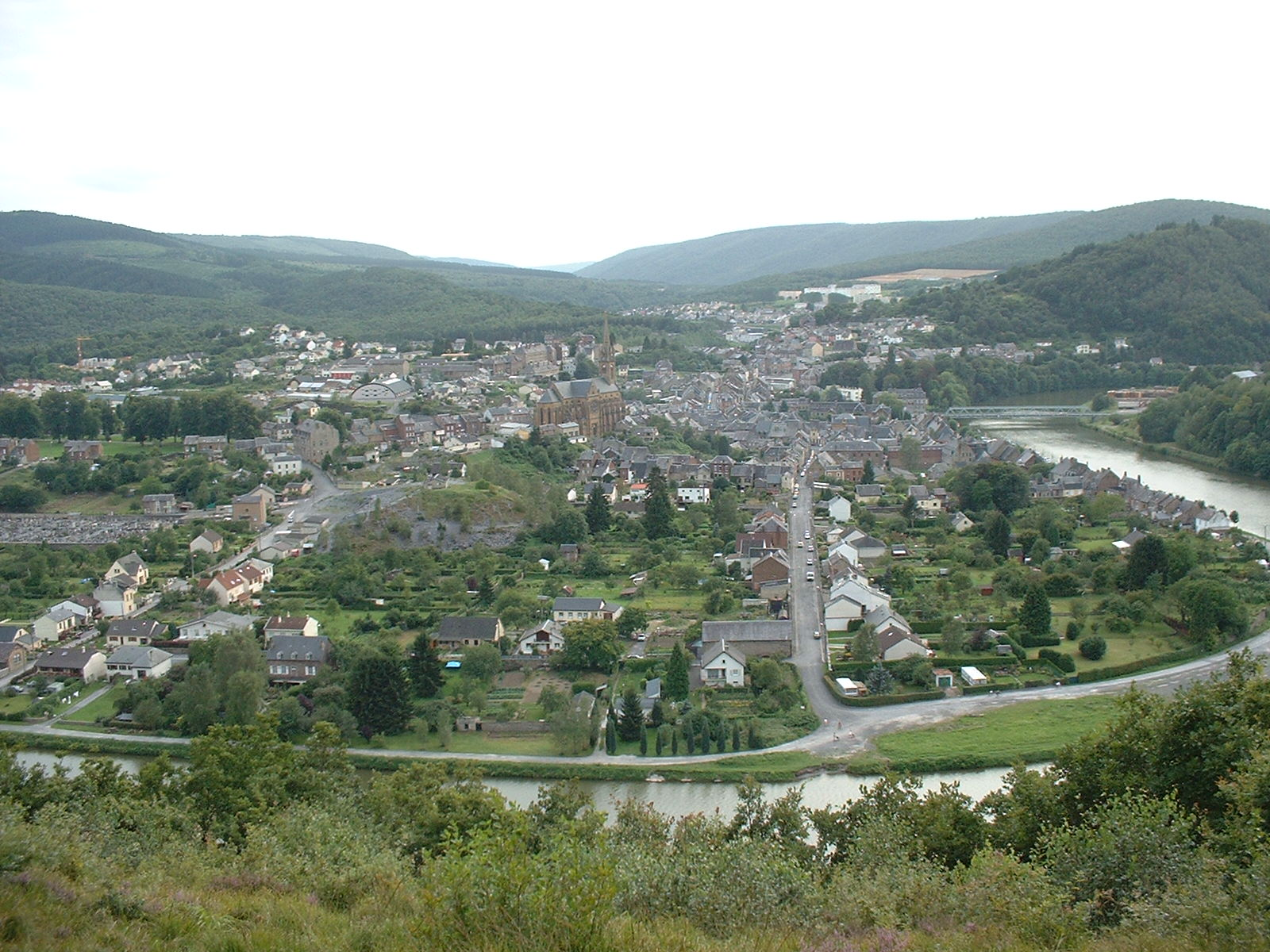
Fumay vue de la boucle de la Meuse.

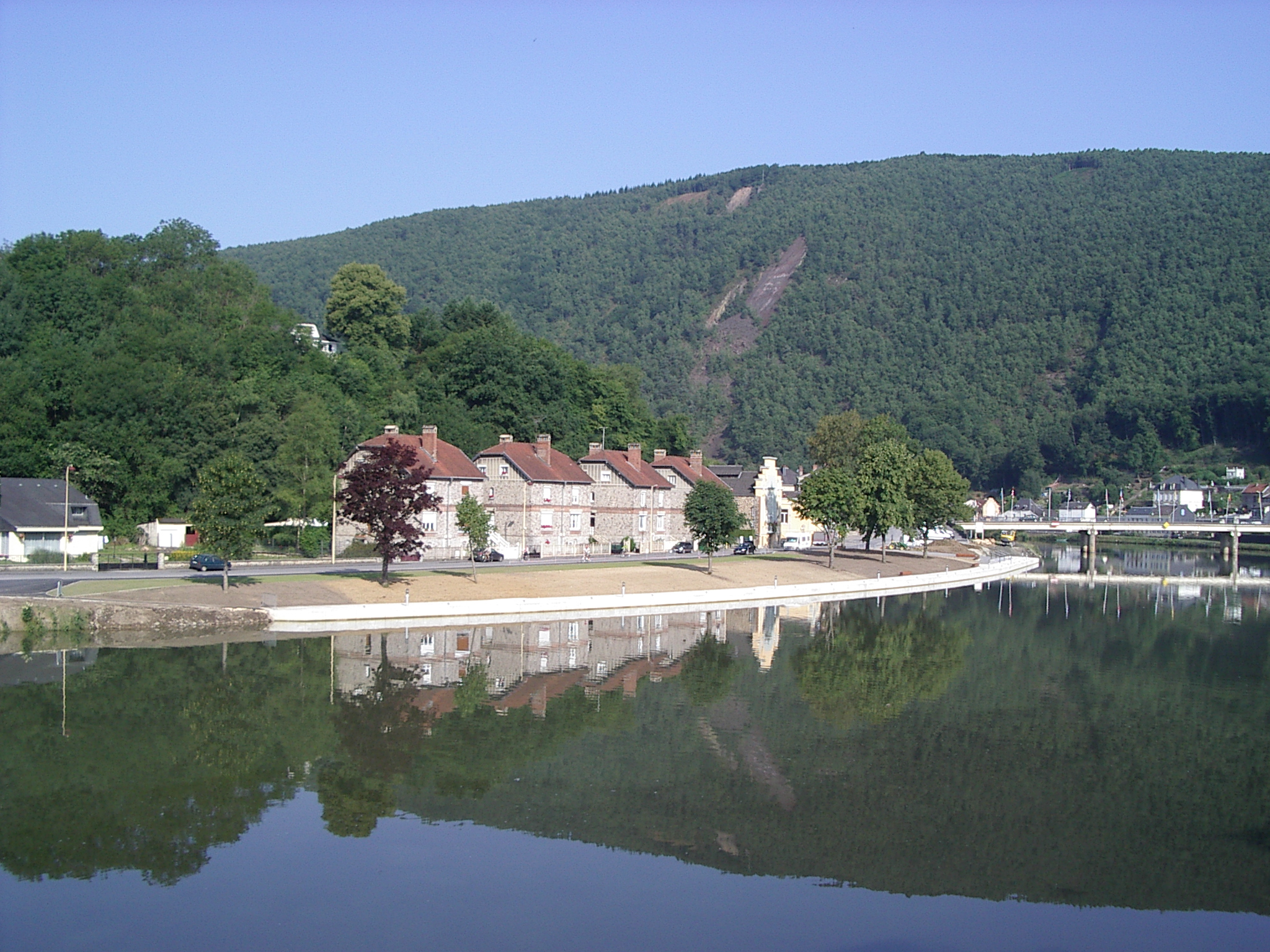
Port fluvial de Monthermé.

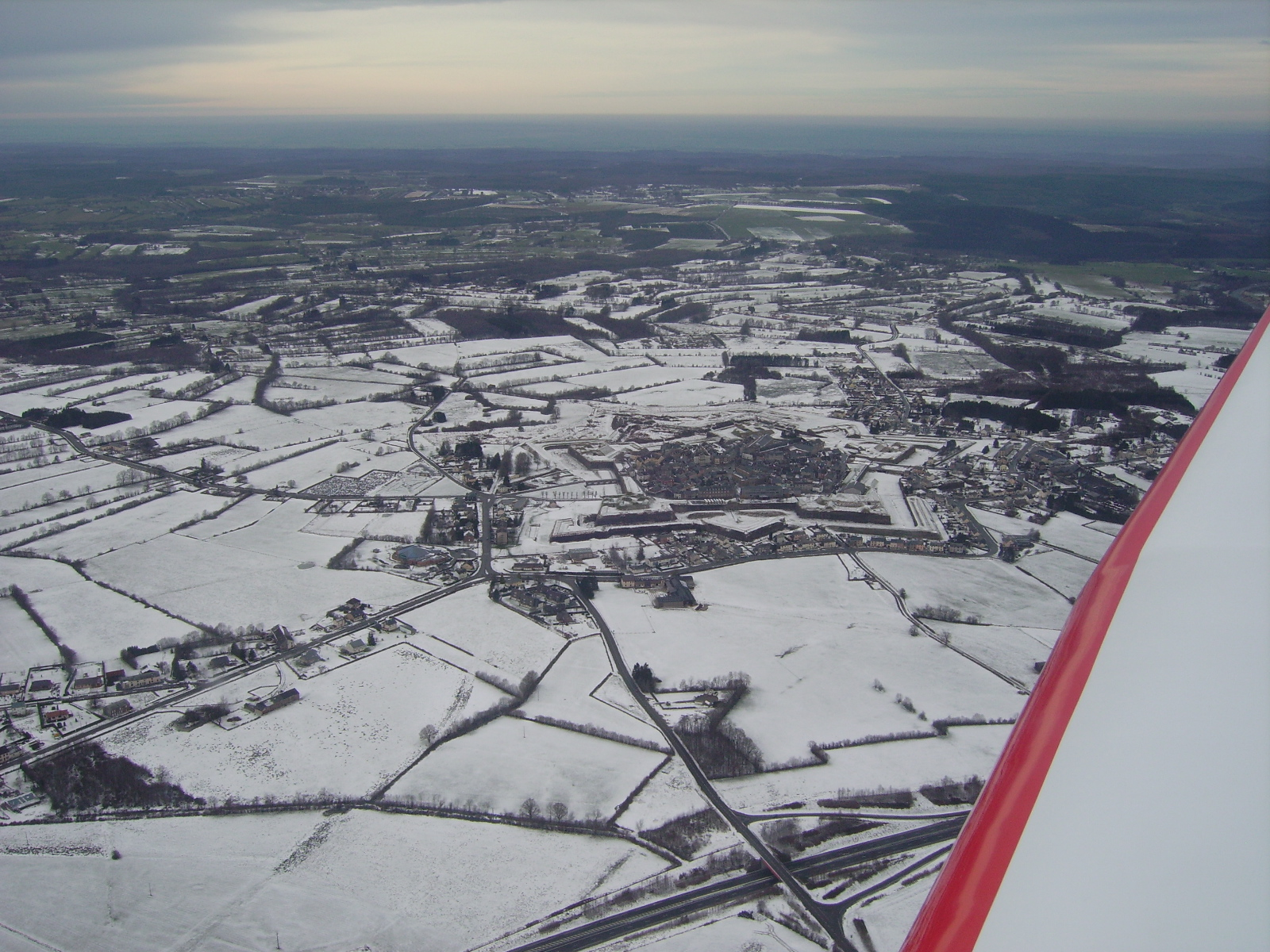
Plateau de Rocroi sous la neige.

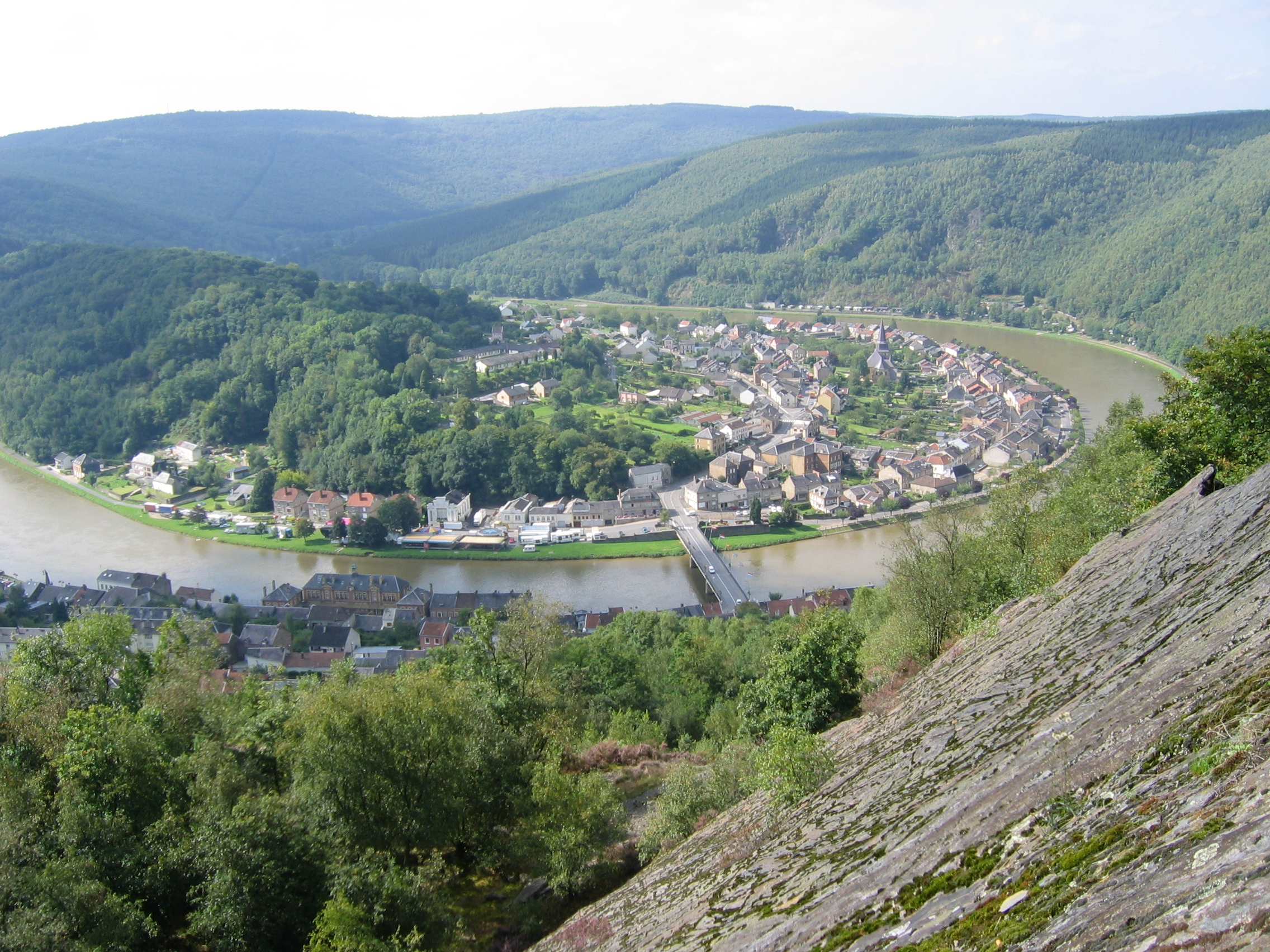
Roches ardoisières au premier plan, à Monthermé.

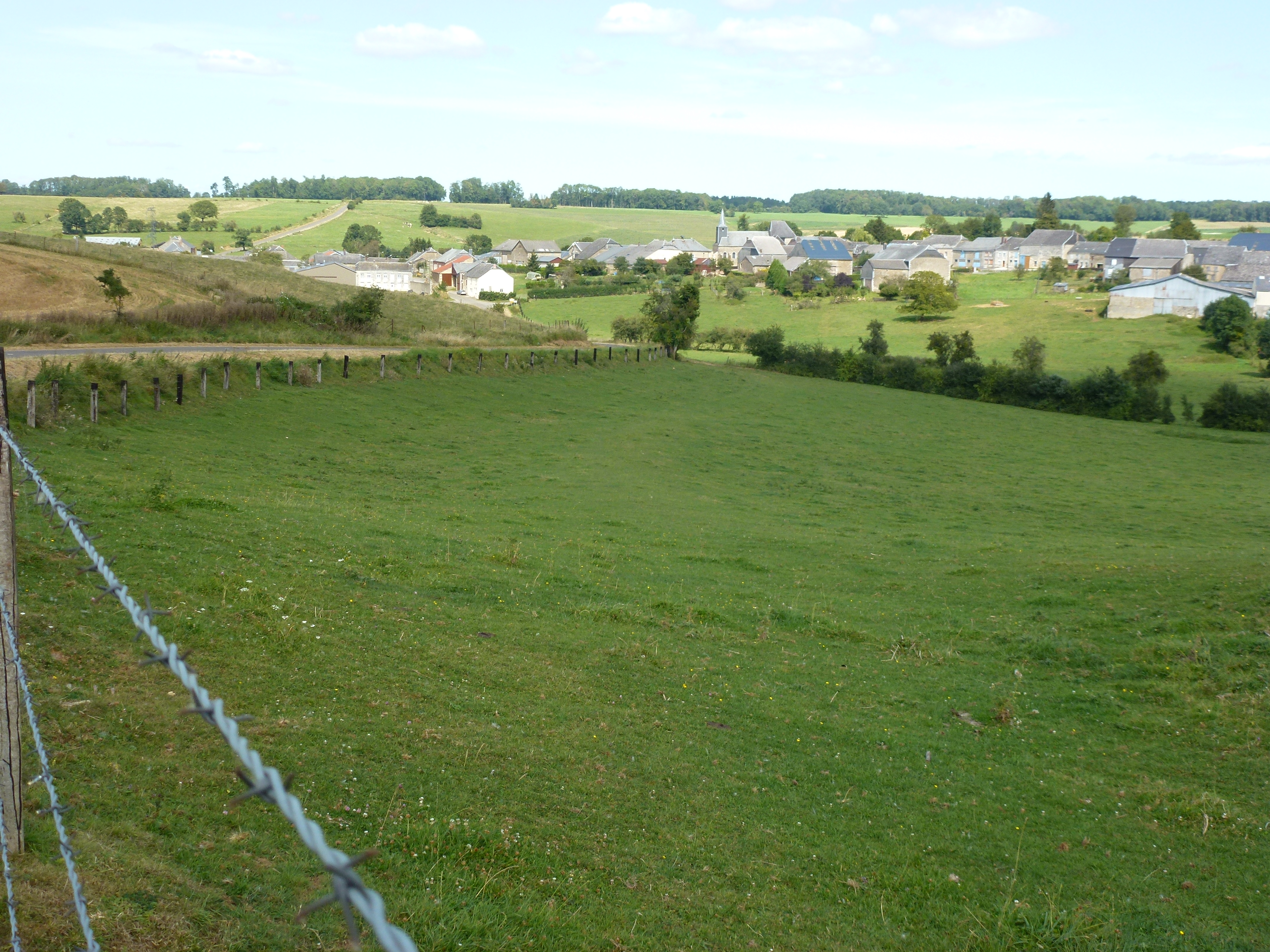
Paysage avec vue sur le village de Flaignes-Havys en val de Sormonne.

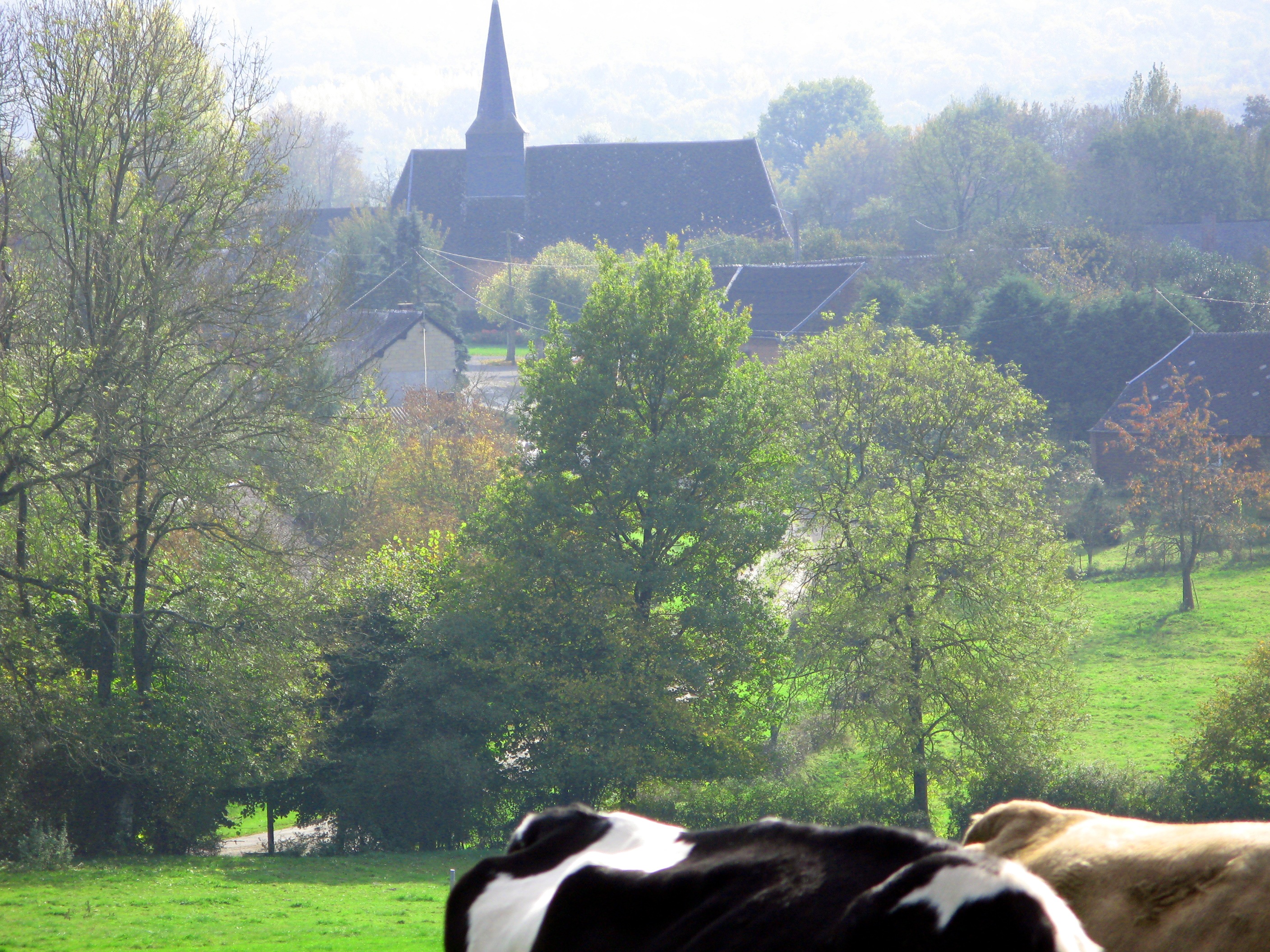
Paysage de Thiérache ardennaise à Blanchefosse-et-Bay.

Le parc couvre le nord-ouest du département des Ardennes, avec une variété de paysages, et est limité au nord et à l'est par la frontière belge.

### Paysages et reliefs

#### La pointe de Givet
Le paysage de la pointe de Givet est agrémenté de collines, de forêts qui s'effacent quelquefois derrière des cultures, d'escarpement rocheux, et de pelouses sèches. L'espace ouvert est aussi utilisé en prairies. La friche arbustive s’étend sur de nombreux coteaux et gomme les limites parcellaires. La Meuse n'y est pas enserrée dans une vallée étroite, l'horizon est large.
Les constructions utilisent le plus souvent la brique ou la pierre bleue de Givet, extraite de carrières locales, apportant une touche discrète de couleur, et permettant aux eaux de la Meuse de se refléter dans les façades des bâtiments.
La ville de Givet s'étale de part et d'autre du fleuve, avec un petit Givet d'un côté, appelé encore « Les Galoches » au XIXe siècle, et un grand Givet de l'autre.

#### Le Massif ardennais
Le Massif ardennais constitue une partie de l'Ardenne primaire : la portion rattachée au département français des Ardennes, à qui elle a donné son nom. Ce territoire est fortement boisé et escarpé, avec des vallées profondes et sinueuses, en particulier les vallées de la Meuse et de ses affluents, dont la Semoy.
Les sommets du Massif ardennais et les points de vue sur la vallée de la Meuse contribuent fortement au charme du lieu. Ils ont de tout temps fait rêver les humains, faisant naître de multiples légendes. Certains sites sont particulièrement connus, tels le panorama de la Longue Roche (en forêt domaniale de Château-Régnault), le site des Dames de la Meuse (à Laifour), le rocher des quatre fils Aymon (à Bogny-sur-Meuse), le Roc la Tour (à Monthermé), le Mont Malgré-Tout (à Revin, avec le point de vue de la Faligeotte et de la Roche des Minches), etc. Les routes se font rares. L'altitude varie entre 140 mètres dans les vallées et 300 à 400 mètres environ sur les sommets. L'encaissement de la vallée accentue l'impression de relief,. Mais « il y a de la douceur dans ces courbes de montagnes veloutées de feuillage ».
Les méandres de la Meuse constituent de véritables boucles. La ville de Monthermé est placée dans l'une de ces boucles, de même que Joigny, Haybes, Fumay, Laifour, Anchamps. L'agglomération est quelquefois serrée entre le fleuve et la montagne, comme à Levrezy ou Deville.
Des zones plus humides persistent au sein de la forêt, ou constituent des « fagnes », des landes sur des plateaux, tel le plateau des Hauts-Buttés, avec une grande diversité floristique,. À l'est de ce dernier plateau se trouve le point culminant du massif, la Croix-Scaille, à 504 mètres d'altitude, placé sur la frontière entre la France et la Belgique. Une petite vallée encaissée, assez typique, le Ravin de l'Ours, descend des Hauts-Buttés, hameau de la commune de Monthermé, vers Linchamps, hameau de la commune des Hautes-Rivières.
Autour des villages, des sarts (taillis ou taillis sous futaie) couvrent une part significative de la surface forestière. Ce type de forêt est le résultat d'un mode d’exploitation qui a longtemps prévalu localement : l’essartage ou écobuage. Des clairières entourent d'autres villages, tel Hargnies, et sont situées sur les espaces les moins vallonnés du plateau. Elles regroupent les potagers, les vergers et les prairies.
Cette zone géographique frontalière a quelquefois été jugée sauvage, voire impénétrable par certains stratèges militaires,, mais ses vallées ont accueilli, en plusieurs endroits, une industrie métallurgique, avec des établissements confinés entre les cours d'eau et les pentes du massif.
Les villages sont relativement peu nombreux. Les maisons, le plus souvent accolées, sont conçues en trois travées destinées respectivement au stockage du fourrage, au bétail et à l’habitation. Les toits en pente douce sont couverts d’ardoises, tandis que les murs sont en schiste, leur donnant un aspect très caractéristique.

#### Le plateau de Rocroi
Le plateau de Rocroi culmine entre 360 et 380 m et est caractérisé par un sol très humide où existent de nombreuses rièzes (landes tourbeuses), résultats des défrichements, et des taillis. Les prairies sont disposées de façon géométrique sur des surfaces d’environ un hectare. Seules quelques zones continues de marais s’intercalent dans cette trame foncière, entre les parcelles agricoles et la forêt qui clôt les espaces ouverts (Forêt de Signy-le-Petit, Bois des Hingues, Forêt des Pothées, Bois d'Harcy). Jules Michelet évoque à son propos un « pays froid, uniforme et sauvage, que le passant trouve laid et que sa monotone tristesse pare d'un charme attendrissant pour celui qui y est né ».
Les fermes isolées sont régulièrement implantées le long de parcelles. Elles sont localement appelées les « Censes ». Il s’agit de petites fermes constituées de deux ou trois bâtiments trapus, construits en quartzite ou en brique et couverts d’ardoises. Ou des maisons de pans de bois et de torchis.

#### Les roches ardoisières
Les bassins ardoisiers sont situés le plus souvent en limite du Massif ardennais, et comptent parmi les roches les plus anciennes de ce massif. On peut distinguer :
- le bassin de Fumay, Haybes et Oignies, avec ses ardoises lie-de-vin (dites rouges), violacées (dites bleues), et vertes ;
- le bassin de Rimogne, avec ses ardoises grenues, gris-bleuâtre, et ses ardoises bleues ;
- le bassin de Monthermé et Deville, et ses ardoises bleues, grises, et vertes griffées.

Le site de la Roche à sept Heures, à Monthermé, point de vue sur la vallée de la Meuse, est aussi l'entrée d'une ardoisière souterraine. Le nom viendrait des éclats du soleil, à sept heures, sur cet éperon rocheux constitué de roches siliceuses compactes, riches en quartz, qui reflètent la lumière.

#### Le val de Sormonne
La Sormonne est un des affluents de la Meuse, issu du plateau de Rocroi et alimenté par de multiples ruisseaux. Le val de Sormonne s'est creusé dans le Lias, en limite du Massif ardennais, constituant un couloir formé de prairies et de parcelles cultivées, et ponctué de haies et de vergers. Les villages sont établis à proximité des cours d’eau. Ils sont souvent structurés autour d’une rue principale, même si quelquefois, des lotissements ou des zones d'activités plus récents peuvent modifier l'organisation traditionnelle des bourgs. Les fermes accolées laissent de larges « usoirs », ou passages, entre la rue et la façade des maisons. Ces façades sont construites en calcaire jaune.

#### La Thiérache ardennaise
C'est l'extrémité Est de la région de Thiérache, centrée sur le département de l'Aisne, mais qui déborde sur les Ardennes et sur le Nord. Ce pays de bocages et de forêts est légèrement vallonné. Son sous-sol  correspond à l'extrémité du Lias, et de l'infra-Crétacé.
Les forêts couvrent 20 % du territoire et couvrent généralement les sommets des coteaux qu'elles ferment par une teinte plus foncée. Les coteaux et fonds de vallées sont enherbés. Les parties hautes de ce territoire, lorsqu'elles sont de faible pente, peuvent faire l'objet, désormais, de mises en culture de céréales et d’oléagineux. Cette utilisation en terre labourable contraste avec les forêts et herbages traditionnels.
Les villages sont principalement installés dans les parties basses des coteaux. Le bâti est d’une grande régularité, avec des constructions côte à côte, des façades en calcaire blanc, des toits à deux pans en ardoise. Les maisons créent de longs alignements réguliers.

### Réserves naturelles et zones naturelles remarquables

#### Réserves naturelles
Trois réserves naturelles sont incluses dans le territoire du parc :
- les pelouses de la pointe de Givet : ces pelouses sèches sont d'anciens lieux de parcours des troupeaux, sur des terrains rocailleux et pentus, particulièrement intéressants d'un point de vue géologiques, caractéristiques du Givétien ;
- la réserve naturelle de Vireux-Molhain : c'est un des gisements de fossiles les plus anciens de France[54].

Ces deux réserves ont le statut de réserve naturelle nationale (RNN) du fait de leur intérêt et de leur importance.
- la réserve naturelle régionale de la côte de Bois-en-Val : C'est un site qui a été exploité comme carrière pour la production de chaux et de pierres de construction jusque dans les années 1950. L'exploitation du site ayant cessé, il retourne lentement à un état sauvage.

Cette réserve a le statut de réserve naturelle régionale (RNR).

#### Sites Natura 2000 et ZNIEFF
Une partie significative des zones naturelles d'intérêt écologique, faunistique et floristique (ZNIEFF) du département, ainsi que sept de ses quatorze sites Natura 2000 d'intérêt communautaire sont  situés sur le territoire du parc régional : 
- le plateau ardennais[55] ;
- les ardoisières de Monthermé et de Deville[56] ;
- les forêts de la vallée de la Semoy à Thilay et Hautes-Rivières[57] ;
- les pelouses, rochers et buxaie de la pointe de Givet[58] ;
- les rièzes du plateau de Rocroi[59] ;
- les tourbières du plateau Ardennais[60] ;
- la vallée boisée de la Houille[61].

### Climat
Il n'y a pas un mais plusieurs climats, retrouvant sur ce volet la diversité constatée dans les sols et dans les paysages :
- les températures moyennes annuelles varient de 8 °C dans le secteur des Hauts-buttés, un des points les plus élevés du parc, à 10 °C à Charleville ou dans la pointe de Givet ;
- la pluviométrie évolue entre 800 mm à Charleville ou Givet, 1 000 mm en val de Sormonne et en Thiérache, 1 200 mm à Rocroi et plus de 1 250 mm, avec des épisodes neigeux marqués, dans le secteur des Hauts-Buttés.

| Mois                              | jan. | fév. | mars | avril | mai | juin | jui. | août | sep. | oct. | nov. | déc. |
| --------------------------------- | ---- | ---- | ---- | ----- | --- | ---- | ---- | ---- | ---- | ---- | ---- | ---- |
| Température minimale moyenne (°C) | −2   | −2   | 0    | 3     | 6   | 9    | 11   | 11   | 9    | 5    | 2    | −1   |
| Température maximale moyenne (°C) | 3    | 4    | 8    | 12    | 16  | 19   | 21   | 21   | 18   | 13   | 7    | 4    |

| Mois                              | jan. | fév. | mars | avril | mai | juin | jui. | août | sep. | oct. | nov. | déc. |
| --------------------------------- | ---- | ---- | ---- | ----- | --- | ---- | ---- | ---- | ---- | ---- | ---- | ---- |
| Température minimale moyenne (°C) | −1   | 0    | 1    | 3     | 7   | 10   | 12   | 11   | 9    | 6    | 3    | 0    |
| Température maximale moyenne (°C) | 6    | 7    | 12   | 15    | 20  | 23   | 25   | 24   | 22   | 17   | 10   | 6    |

On passe d'un climat océanique dégradé dans le secteur de Signy-le-Petit, ou tempéré dans la pointe de Givet, à un climat continental à Rocroi ou sub-montagnard dans la région des Haut-Buttés, le caractère continental du climat s'affirmant avec l'altitude.
Le relief crée également des micro-climats. Les précipitations plus faibles de la pointe de Givet s'expliquent ainsi par sa position au Nord-Est du massif de Rocroi qui arrête une partie de l'humidité des vents d'ouest. Autre situation, de Rocroi à Revin, le chemin encaissé au fond de la vallée dite de la Misère accumule les brouillards. Ceci n'empêche pas cette vallée de la Misère d'être considérée par certains promeneurs comme un « paradis sur terre », un endroit à l'écart du monde où le renard ou l’écureuil rendent visite sans prévenir.

### Hydrographie
La Meuse et sept de ses affluents traversent le parc naturel régional des Ardennes. Ces affluents sont la Sormonne, la Semoy, la Goutelle, la Houille, la Faux, le Viroin, et la Vrigne. La Meuse entre dans le territoire du parc à 140 m au-dessus de la mer et en sort au nord à la cote 99. Son débit est irrégulier. Le module du fleuve à Chooz est de 144 m3/s, non compris le débit de la Houille.
Les hautes eaux se situent en hiver, avec des débits mensuels moyens allant de 225 à 277 m3/s, de décembre à mars inclus (avec un maximum en février). À partir du mois de mars, le débit chute jusqu'aux basses eaux d'été qui ont lieu de juin à octobre, entraînant une baisse du débit mensuel moyen jusqu'au plancher de 50,5 m3/s au mois de septembre. Et ces moyennes mensuelles, calculées grâce à des mesures effectuées sur 56 ans, de 1953 à 2008, cachent des fluctuations ponctuelles importantes.
Débit moyen mensuel (en m3/s) mesuré à la station hydrologique de Chooz
La lame d'eau écoulée dans cette partie française de la Meuse est de 452 mm annuellement, ce qui est nettement supérieur à la moyenne d'ensemble en France (320 mm), tous bassins confondus. Un des affluents de la Meuse, la Faux, a une lame d'eau écoulée encore supérieure, de 579 mm. Des installations de production hydroélectrique ont été installées sur cet affluent.
Le cours de la Meuse monte vers le nord, en serpentant, de méandre en méandre. Une piste cyclable, la voie verte Trans-Ardennes emprunte les anciens chemins de halage le long de la Meuse, de Montcy-Notre-Dame (à proximité de Charleville-Mézières) à Givet. La vallée de la Houille, au sud de Landrichamps, a été constituée en zone naturelle d'intérêt écologique, faunistique et floristique de même que la vallée de la Vrigne, à Gespunsart, et que le Lac des Vieilles Forges, dans la vallée de la Faux, déjà cité et enchâssé dans la forêt. Un affluent de l’Oise, Le Gland, prend naissance dans une zone du parc, à Regniowez qui est également cataloguée d'intérêt écologique, faunistique et floristique. À faible distance de sa source, cet affluent adopte la direction de l'ouest.

### Économie

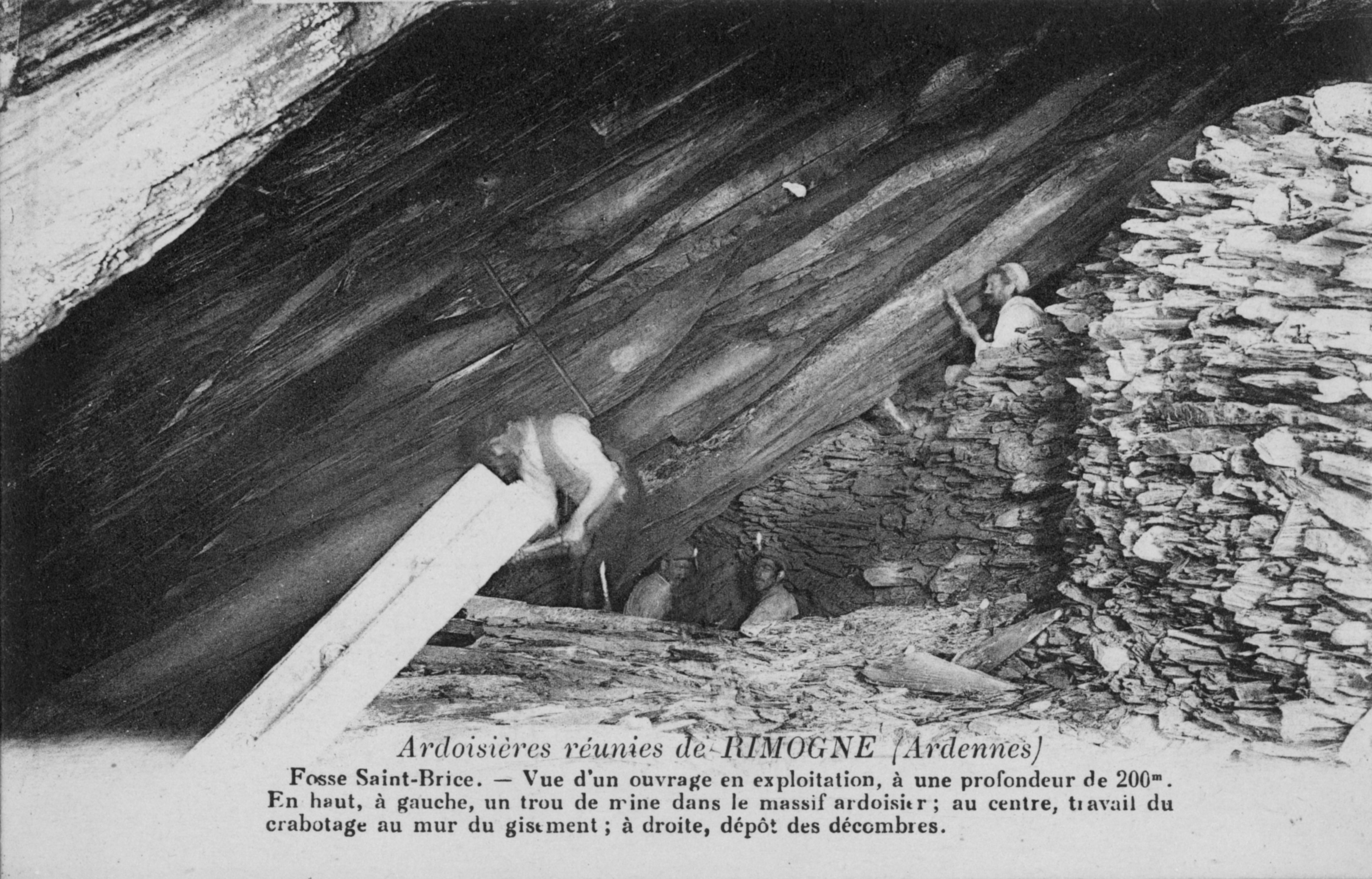
Exploitation d'une ardoisière.

La pointe de Givet et le Massif ardennais ont une forte tradition artisanale et manufacturière, puis industrielle, en particulier dans la métallurgie, la fonderie, et, par le passé, dans la fabrication d'armes. L'industrie de l'armement a périclité dès le XIXe siècle avec l'arrêt de la manufacture d'armes de Charleville. De grands noms de l'industrie se sont créés ou se sont développés ici : Electrolux (Arthur Martin, Faure…), Deville, Porcher, Thomé-Génot, Mineur frères et Wilmot devenu Usinor,.
Aujourd'hui, une activité industrielle significative se maintient sur place, pesant 36 % des emplois départementaux dans ce secteur. Elle est mise en avant régulièrement par le pouvoir politique, par exemple lors des déplacements en Ardennes du ministre de l'Intérieur et candidat à la présidence, Nicolas Sarkozy, en 2006 puis du même Nicolas Sarkozy, devenu président de la République française, en 2011,. Mais cette activité industrielle est confrontée à une concurrence internationale difficile et à des externalisations en dehors des frontières. Le savoir-faire dans le travail des métaux facilite le démarrage d'entreprises innovantes (Les ateliers de Janves, Nexans, NPL, Faynot, etc. ) succédant aux entreprises historiques. Une activité de fabrication d'écrous ou de boulons se maintient à Bogny-sur-Meuse à travers des P.M.E., souvent spécialisées sur des fabrications spécifiques (Affel'm, Marbaise, Cousin-Malicet, etc.). De même à Thilay et aux Hautes -Rivières. Certaines entreprises trouvent également des débouchés dans les métiers d'art, comme la ferronnerie, la dinanderie ou le damassage.
Pour autant, la fermeture de nombreuses usines durant les dernières décennies a engendré une inquiétude sociale. Elle s'est traduit aussi par des friches industrielles, nécessitant de réhabiliter ou de détruire les bâtiments et de dépolluer certains terrains. Des lieux de mémoire se sont créés tel à Bogny-sur-Meuse, le musée de la métallurgie ardennaise.
Bien que le produit issu de cette région des Ardennes ait été jusqu'au bout une référence de qualité, l'exploitation de l'ardoise, entamée au Moyen Âge s'est terminée dans les années 1970.

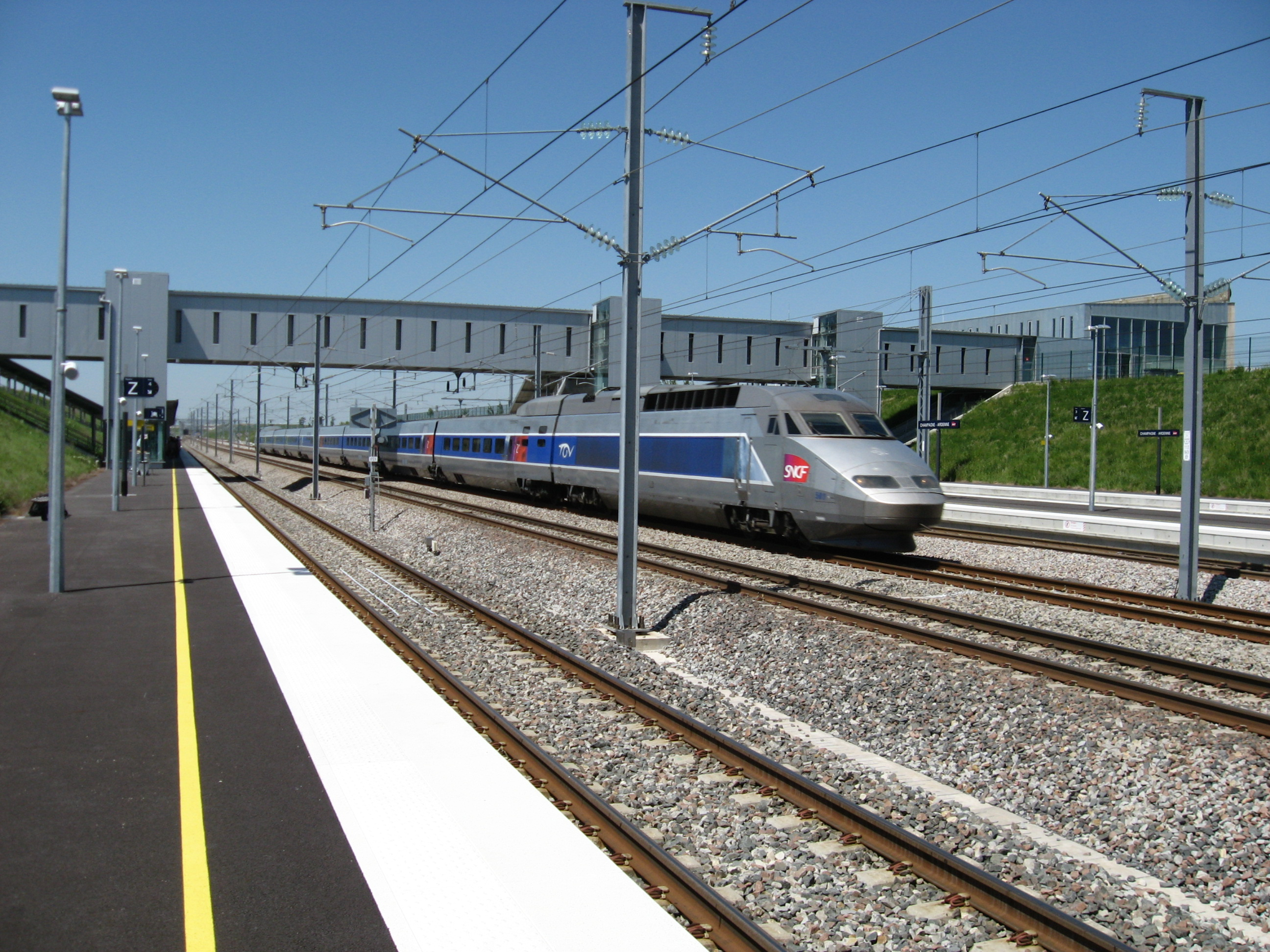
TGV en Ardennes.

Une transformation de l'économie de cette région est donc en cours, avec le développement de nouvelles activités industrielles, conformes à sa tradition manufacturière, mais aussi des activités de services et de loisirs. La liaison TGV avec la ville-porte de Charleville-Mézières, et la (lente) extension du réseau autoroutier participent au désenclavement de ce territoire,.
Le transport fluvial et le devenir du port de Givet est un autre axe. En 1964, Givet était le premier port fluvial français avec une activité  de 1 796 500 tonnes (houille, bois, métaux, coke, engrais en particulier). Dans les décennies suivantes, cette activité a périclité pour devenir pratiquement nulle en 1994. Mais le trafic est revenu en partie en ce début de XXIe siècle. Le port est utilisé comme base arrière des grands ports de la mer du Nord (Anvers, Rotterdam, Amsterdam…), grâce à sa capacité d’accueil de péniche à grand gabarit (1 500 tonnes). Les activités se sont diversifiées (le bois toujours, la fonte, mais aussi le sel de déneigement, ou encore l'hivernage des bateaux de plaisance, etc.) et son trafic atteint 600 000 tonnes environ.
Le plateau de Rocroi et le val de Sormonne voient se créer des zones d'activités nouvelles et, plus récemment, des zones de production d'énergie par des éoliennes.
L'exploitation forestière représente une activité plus traditionnelle, associée à l'image du territoire mais qui reste importante. Le musée de la Forêt de Renwez montre ce qu'était cette activité il y a encore un siècle. Elle était alors génératrice d'un nombre significatif d'emplois, avec une population, de bûcherons ou autres, installée en partie au cœur de la forêt. La motorisation de tous les travaux a réduit considérablement les effectifs employés dans ce secteur. Le domaine boisé a été également marqué par des usages ancestraux tels que l'affouage, le pâturage, le sartage (pratiqué jusqu’au début du XXe siècle et favorisant le développement de taillis), l'écorçage des chênes (pour la récolte du tanin), ainsi que par les dommages causés par les conflits militaires franco-allemands. Mais la sylviculture conserve un dynamisme réel. Le chêne sessile est l’essence feuillue dominante des futaies feuillues privées et des mélanges futaie-taillis. Le chêne pédonculé est la deuxième essence feuillue. Les bouleaux pubescents et verruqueux sont la troisième essence. Le hêtre, bien qu'adapté à la région, occupe une place plus modeste du fait du traitement ancien en taillis. L’épicéa commun occupe 33 % de la surface boisée privée et a été implanté à partir des années 1950.
Enfin, ce territoire rural est bien entendu marqué également par une activité agricole, avec une part prépondérante d'élevages de ruminants, adossés à des surfaces en herbe, et des tailles d'exploitations modestes. En Thiérache ardennaise, toutefois, les remembrements se sont traduits par une augmentation des surfaces de culture au détriment de l'élevage et des terrains d'herbage. La filière de transformation des produits laitiers est assez limitée localement, avec, comme principal site industriel, la laiterie de Rouvroy-sur-Audry, et une tradition fromagère modeste. Il est significatif qu'un des rares fromages locaux, le Rocroi, originaire de la ville de même nom ait une fabrication artisanale, qui ne soit plus pour l'instant sur le territoire du parc.

### Population
Si l'on s'intéresse plus particulièrement à la dynamique démographique de 1999 à 2008, sur la base des chiffres de l'Insee, la population vivant sur le parc est en tassement de -5 %.
Deux zones apparaissent au sein du parc. Une première zone est constituée des cantons de Nouzonville, Monthermé, Revin, Fumay, Givet, le long de la vallée de la Meuse, avec une densité de 133 habitants au km2, supérieure à la densité de la France (un peu moins de 100), mais une population qui se réduit de -8 %. Une deuxième zone est constituée des cantons situés à l'ouest, les cantons de Renwez, Rumigny, Signy-le-Petit et Rocroi, avec une densité de population nettement plus faible, 33 habitants au km2, mais une population en hausse de 6 % sur la même période. Cette hausse est particulièrement marquée dans le canton de Renwez, avec une extension du pôle urbain de Charleville-Mézières qui est à suivre avec attention dans les prochaines années.

## Faune et flore

### La pointe de Givet
Parmi les espèces floristiques les plus remarquables en cette extrémité septentrionale du parc, il faut citer l'Armoise blanche, la Phalangère à fleur de lis et l’œillet des Chartreux. Et l'alouette lulu dans les espèces animales protégées. Les affleurements rocheux de la vallée de la Meuse abritent aussi le Grand-duc d'Europe et le faucon pèlerin. Cinquante-deux espèces de papillons vivent sur ce territoire.

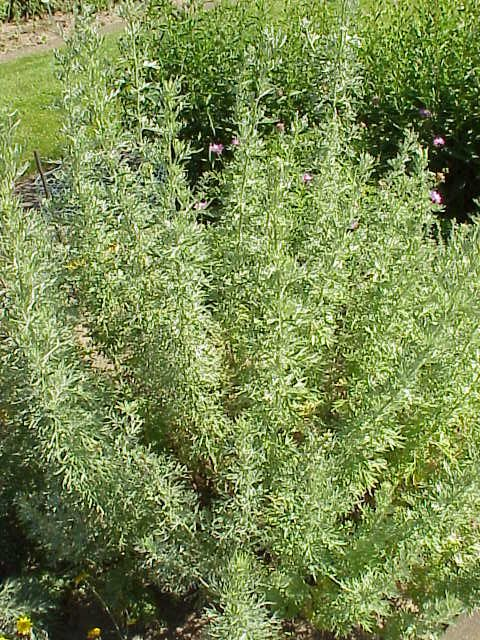
Armoise blanche.
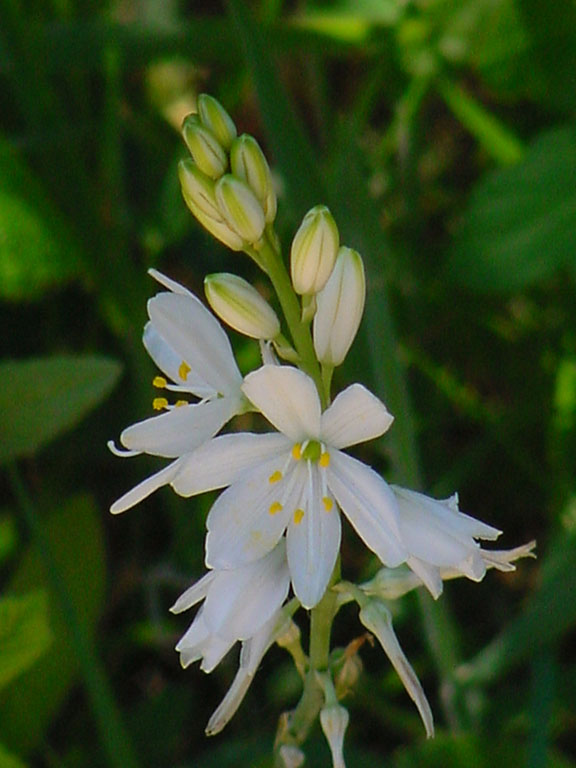
Phalangène à fleur de lys.
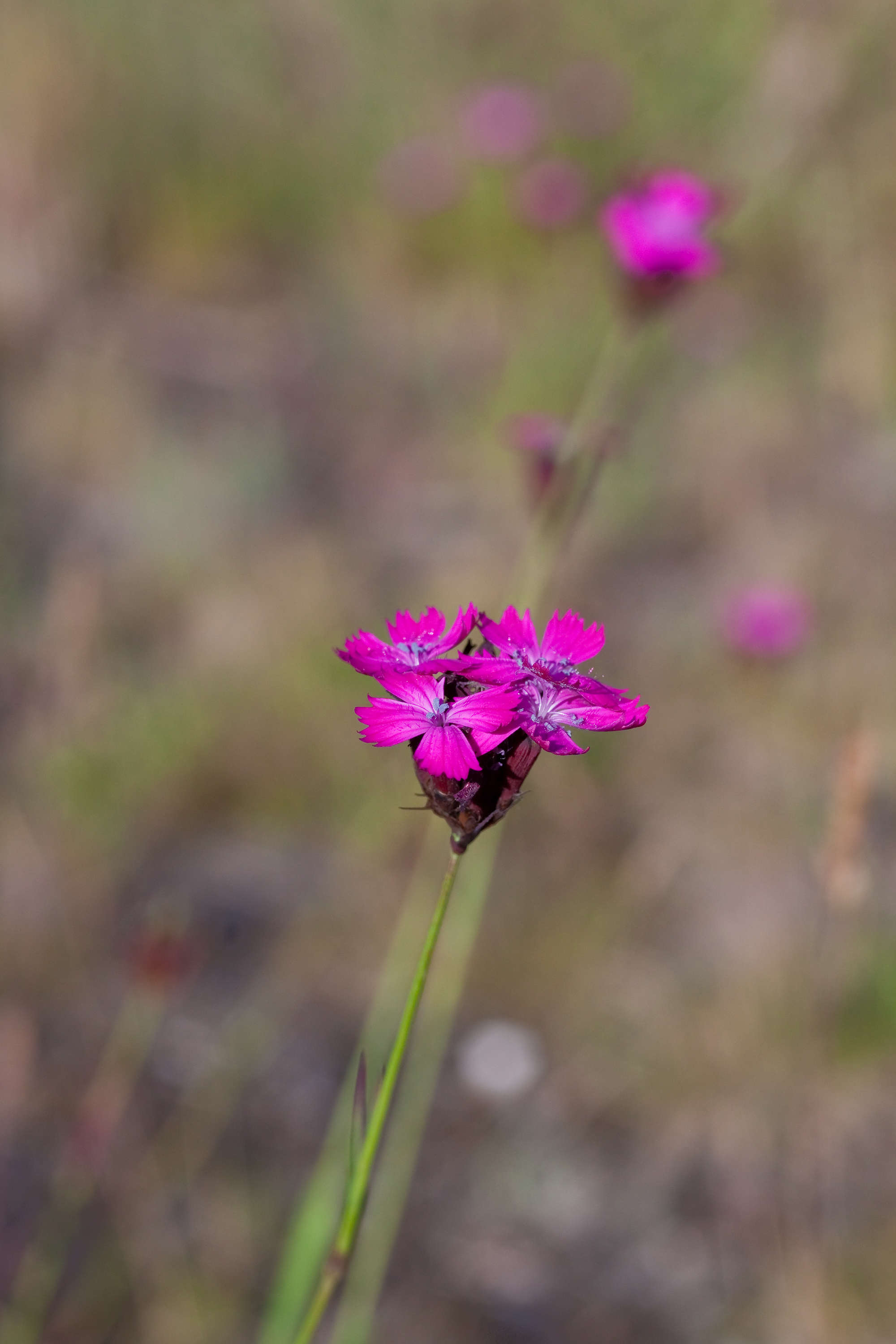
Œillet des Chartreux.

### Le Massif ardennais
Ce territoire essentiellement boisé est composé de chênes, hêtres, charmes, et bouleaux. C'est une des forêts de France les plus anciennes, et l'une où les feuillus continuent à dominer, même si on trouve aussi des épicéas et des mélèzes. Les sous-bois sont riches en fougères et digitales pourpres. Dans des zones plus humides, comme les marais des Hauts-Buttés, fleurissent de blanches linaigrettes, au milieu d'une faune et une flore diversifiées et rares.
Le cassenoix moucheté, le pic noir, le martin-pêcheur ou le chat forestier trouvent refuge dans ce massif. Ainsi que des cigognes noires. De grands mammifères s'y maintiennent, tel que le cerf élaphe, ou le sanglier (un des emblèmes de ce domaine de l'ancienne déesse celte Arduinna). Le castor européen ou bièvre a fait également son retour dans les cours d'eau du parc régional,. Des chevaux très rustiques, des koniks, et non des ardennais, ont été introduits dans les tourbières des Hauts-Buttés pour préserver ces terrains de l'emprise de la forêt.

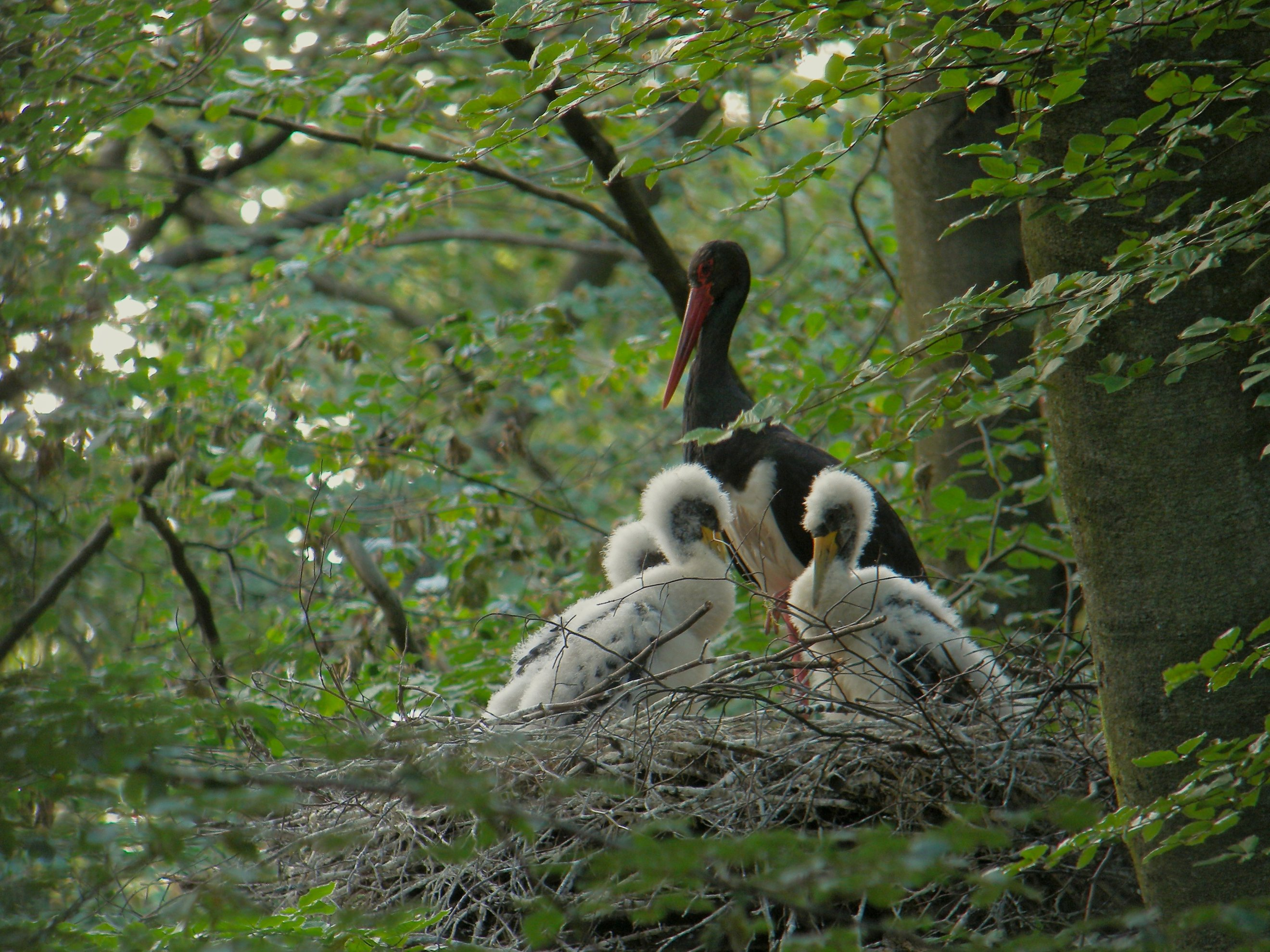
Cigogne noire.
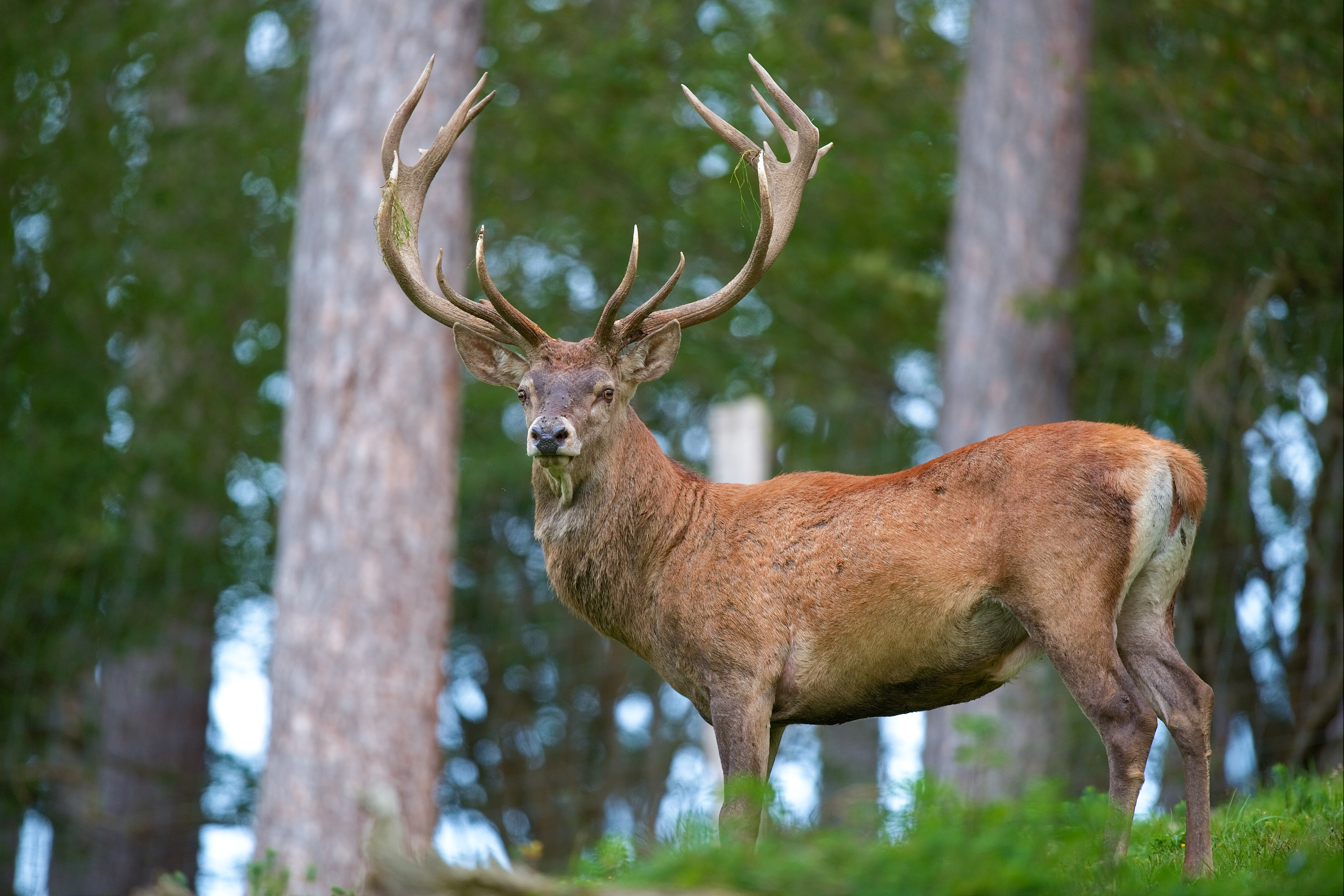
cerf élaphe.
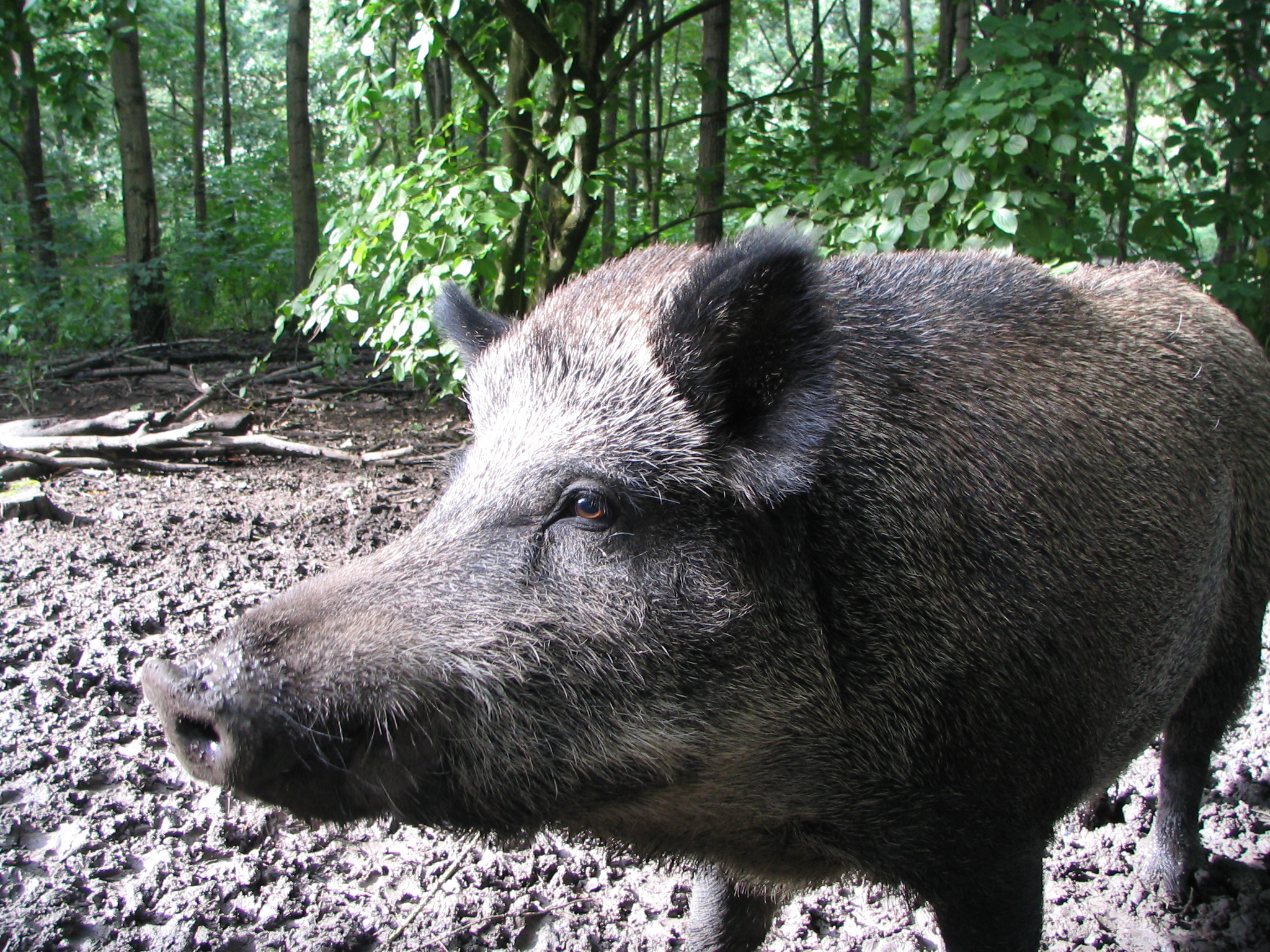
sanglier.
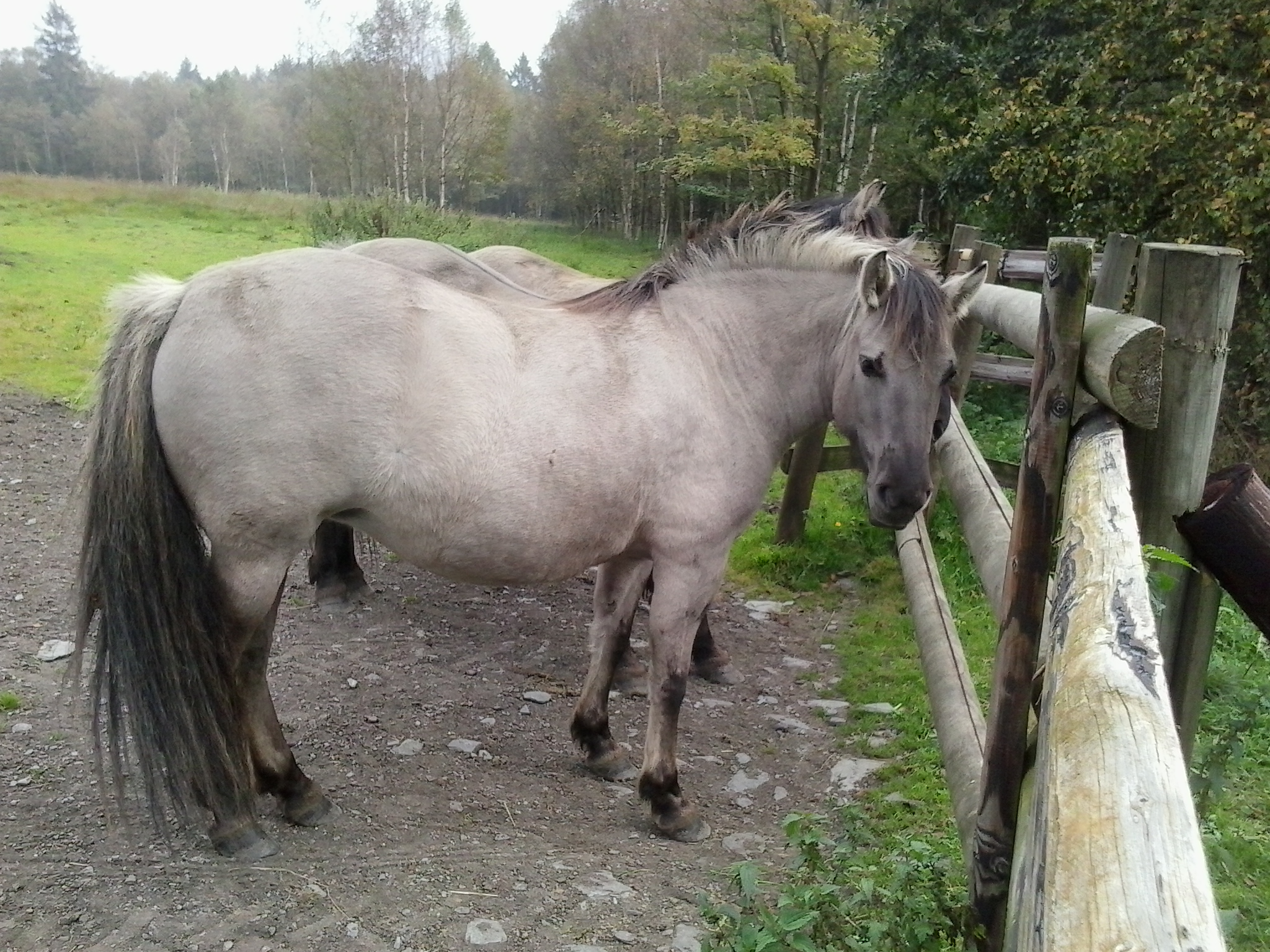
Équidé Konik-Polski.

### Le plateau de Rocroi
La végétation est dominée par les bruyères et les genêts d'Angleterre. Mais le promeneur peut trouver également de l'arnica, des gentianes, des orchis des sphaignes, de la trientale d'Europe ou des droseras carnivores.
De nombreuses espèces rares et protégées fréquentent les rièzes et bocages du plateau de Rocroi, dont la Gélinotte des bois (oiseau très rare en dehors des zones montagneuses), la Pie grièche (passereau), la Chevêche d'Athéna (chouette qui était l'Antiquité grecque l'attribut d'Athéna, déesse de la Sagesse), la Nyctale de Tengmalm (appelée encore chouette boréale ou chouette de Tengmalm), la Cordulie arctique (un insecte)  et le Nacré de la canneberge. Le Nacré de la canneberge (ou Boloria aquilonaris)  est un magnifique papillon de tourbière aux couleurs orange ornées de diverses marques de couleur marron.

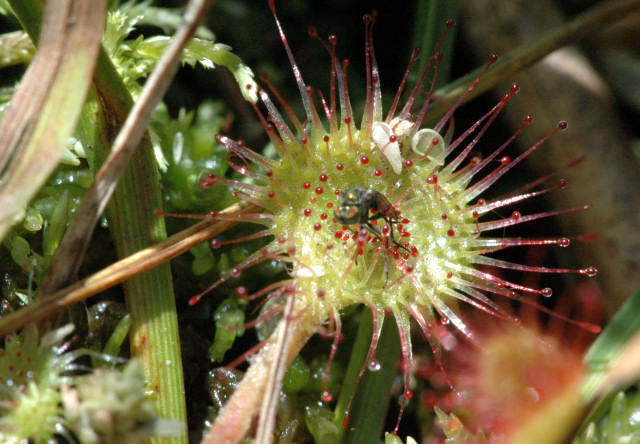
Drosera.
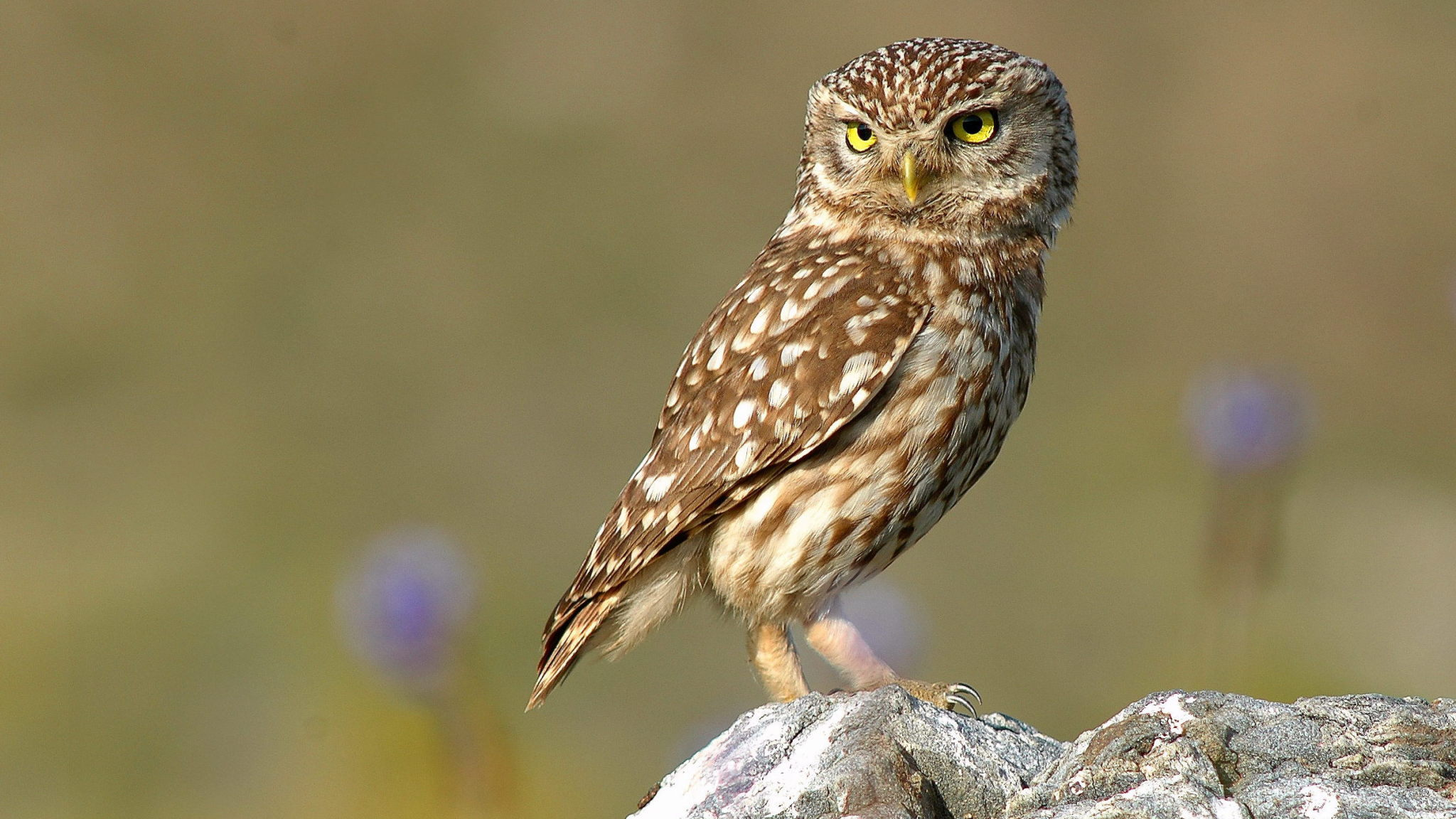
Chevêche d'Athéna.
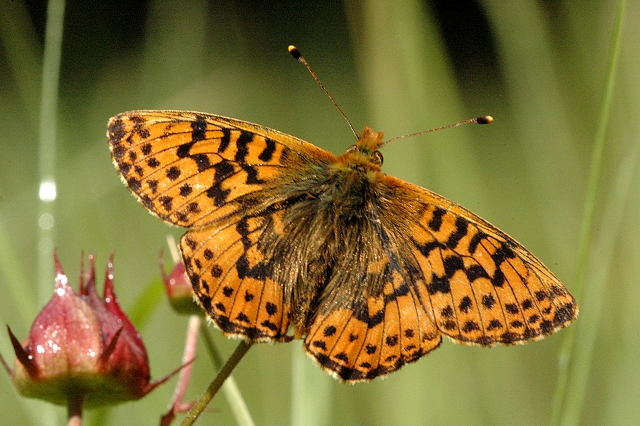
Nacré de la canneberge.
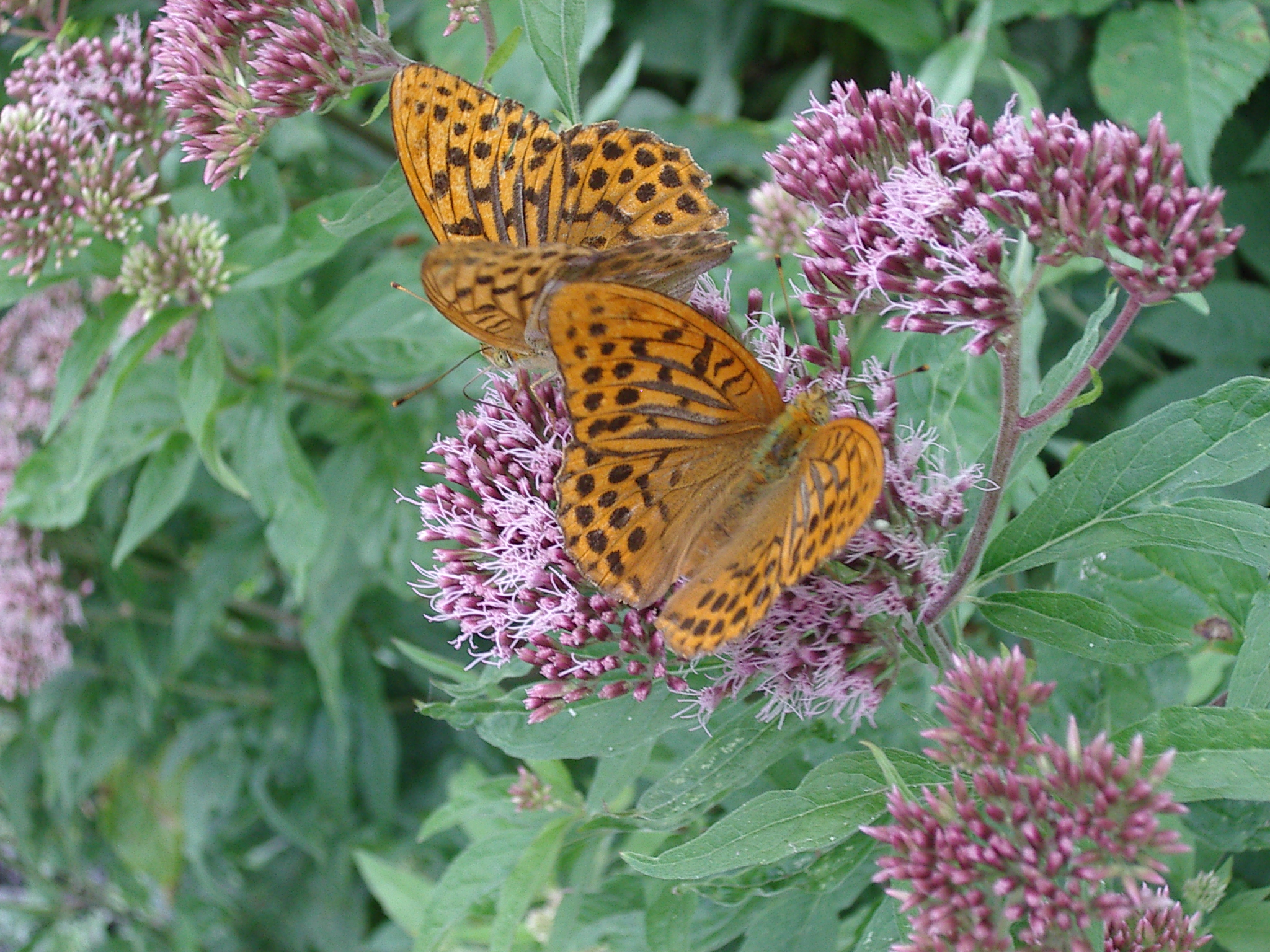
Tabac d'Espagne.

### Les roches ardoisières
Des chauves-souris hibernent dans les anciennes carrières souterraines. Les espèces suivantes, toutes protégées peuvent être citées : le grand murin, le vespertilion de Bechstein, le grand rhinolophe, le vespertilion à oreilles échancrées, la barbastelle, le petit rhinolophe, etc. Les intrusions humaines dans ces anciennes galeries peuvent avoir un effet désastreux pour ces paisibles occupants.

### Le val de Sormonne
La flore des prairies sur sol acide du val de Sormonne se démarque par le nard raide, la molinie bleue, la pédiculaire des bois, et le salix repens (ou saule rampant, protégé) qu'accompagnent les jonquilles, les succises des prés, et autres orchis tachetés. Certaines de ces prairies évoluent vers une lande sèche à callune et genêt d'Angleterre, ou une lande humide à bruyère. D'autres prairies pâturées sont agrémentées  de houlque laineuse, de flouve odorante, de trèfle, de renoncule rampante, de plantain lancéolé.
Libellules, lézards, papillons animent ces terrains. Les papillons y comportent une espèce protégée en France, le damier de la succise. Les reptiles sont représentés par la vipère péliade, le lézard vivipare et l'orvet. Citons encore, sans prétendre être exhaustif, la musaraigne aquatique, parmi les mammifères.

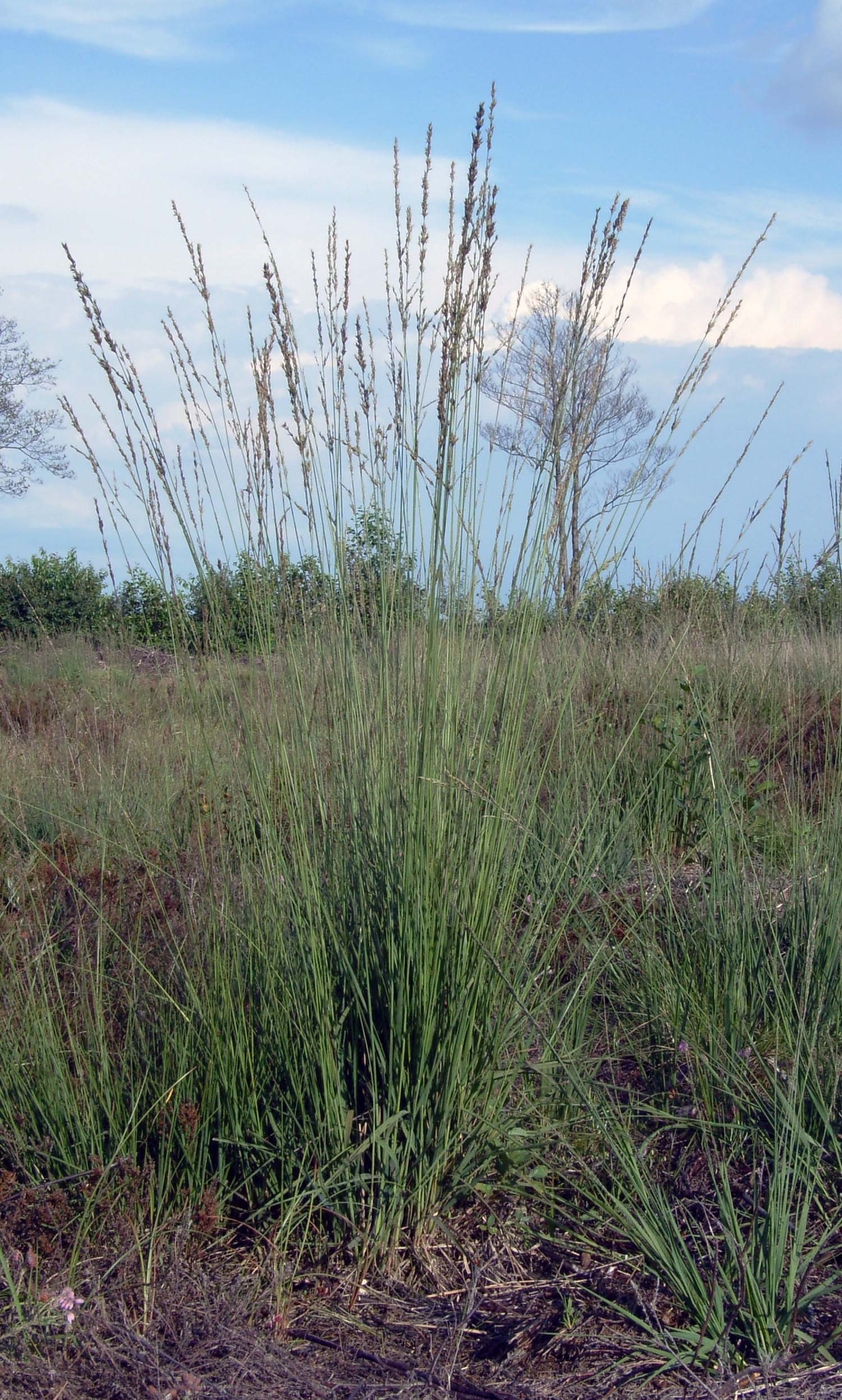
Molinie bleue.
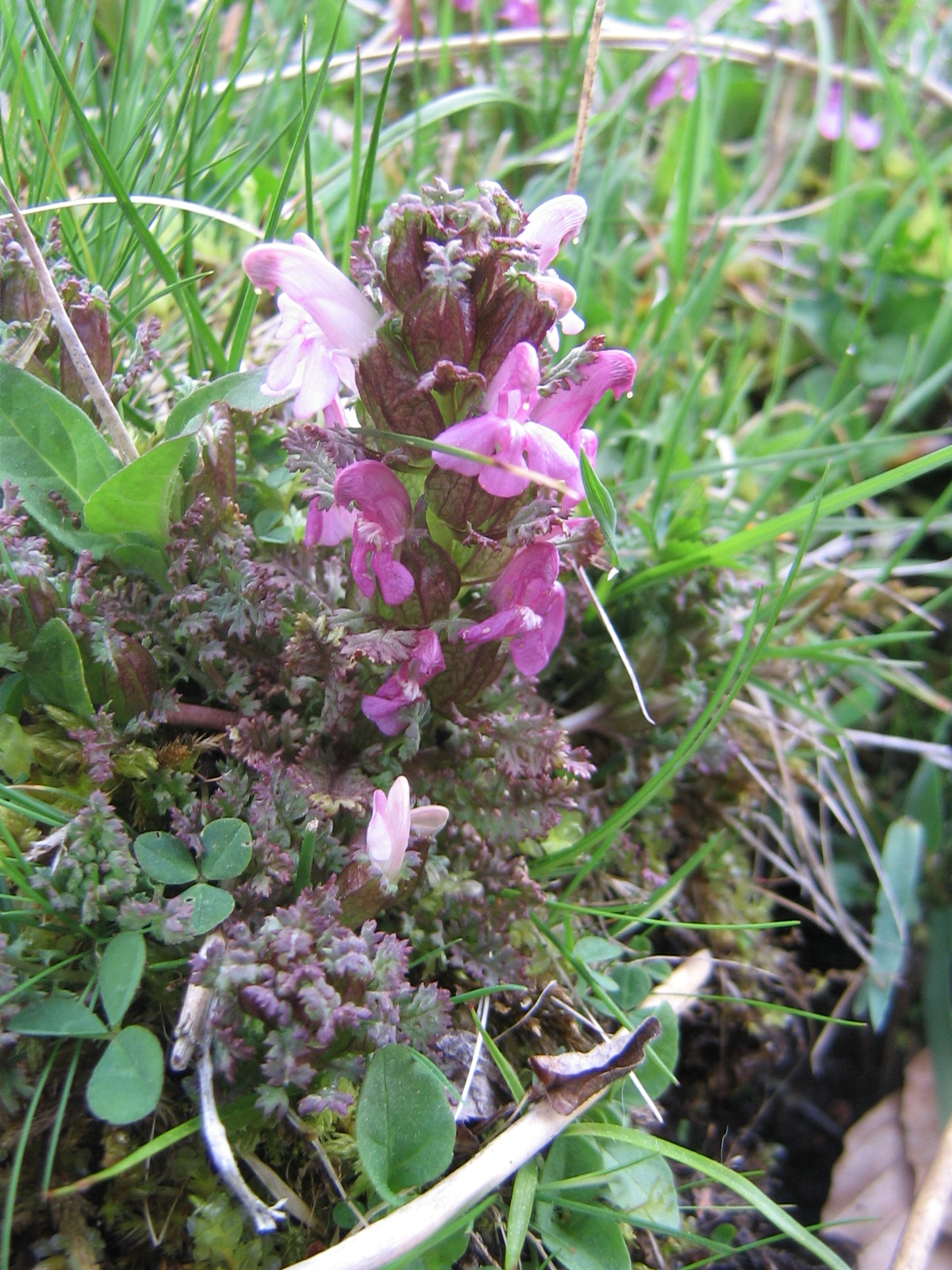
Pédiculaire des bois.
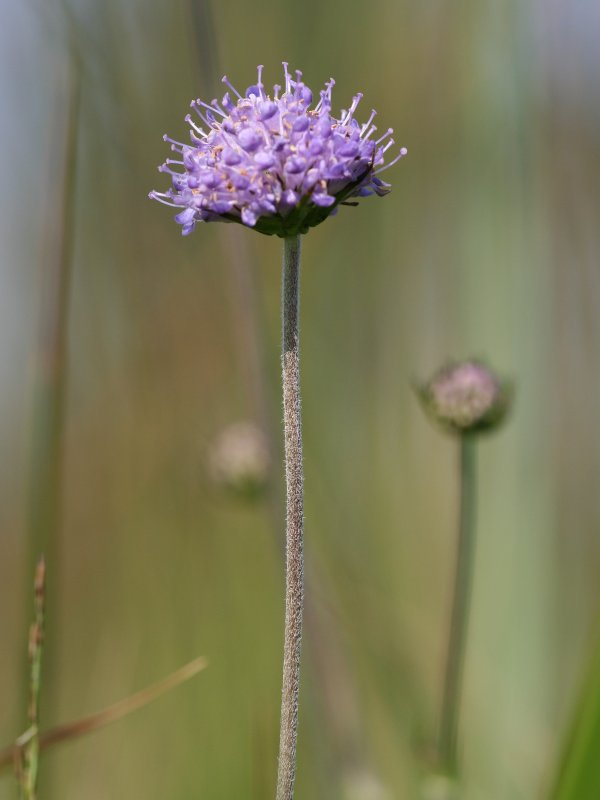
Succise des prés.

### La Thiérache ardennaise
Le paysage de la Thiérache est caractérisé par l'alternance de forêts, de pâtures, de talus et de cultures. Les terres non boisées sont agrémentées de haies et de vergers un temps en perdition avec les remembrements et aujourd'hui un peu mieux préservés, et de ripisylves végétalisées (aulnes, saules, buissons, etc. ) le long des cours d'eau et ruisseaux. Les haies et les ripisylves constituent des abris pour les animaux, particulièrement pour les insectes et les oiseaux, tels que la pie-grièche écorcheur et son bandeau oculaire noir, le tarier pâtre, le tarier des prés, la pie-grièche grise, le chardonneret élégant, élégamment bariolé, l'hirondelle rustique, oiseau migrateur, le pinson des arbres, la mésange bleue, la mésange charbonnière, la mésange nonnette, le pipit des arbres, le pipit farlouse, le bruant jaune, etc.  Il faut citer également, même s'ils choisissent de plus grands arbres pour nicher, le milan noir et le faucon crécerelle,.

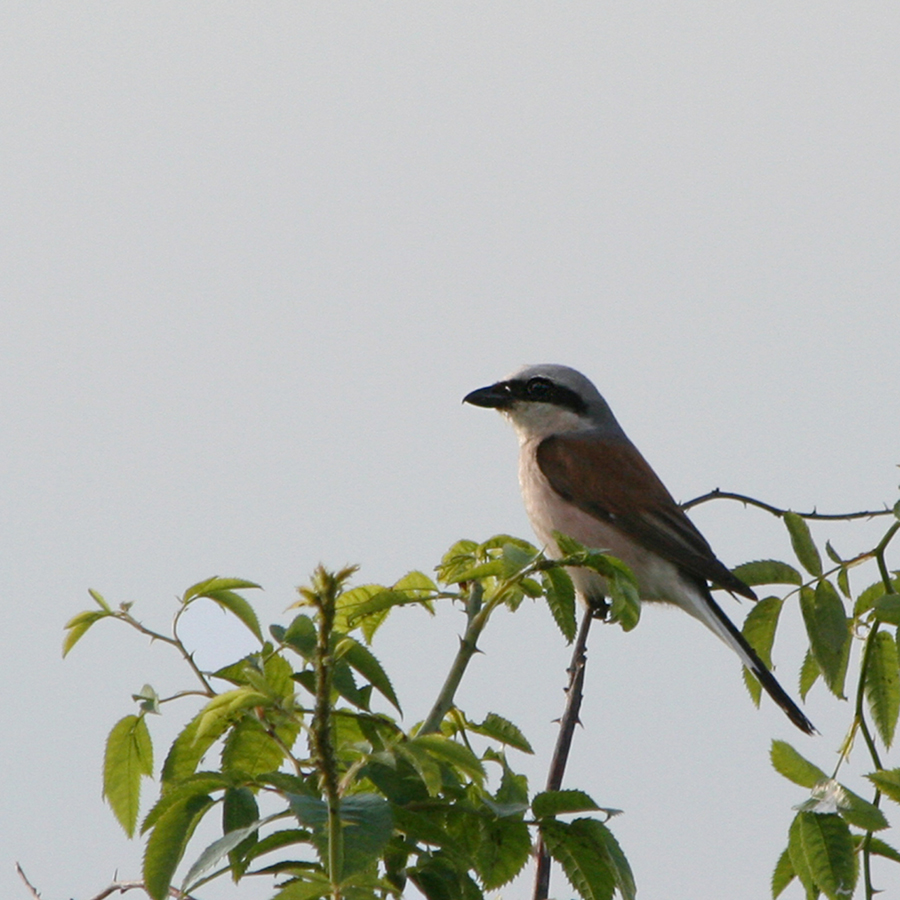
Pie-grièche écorcheur.
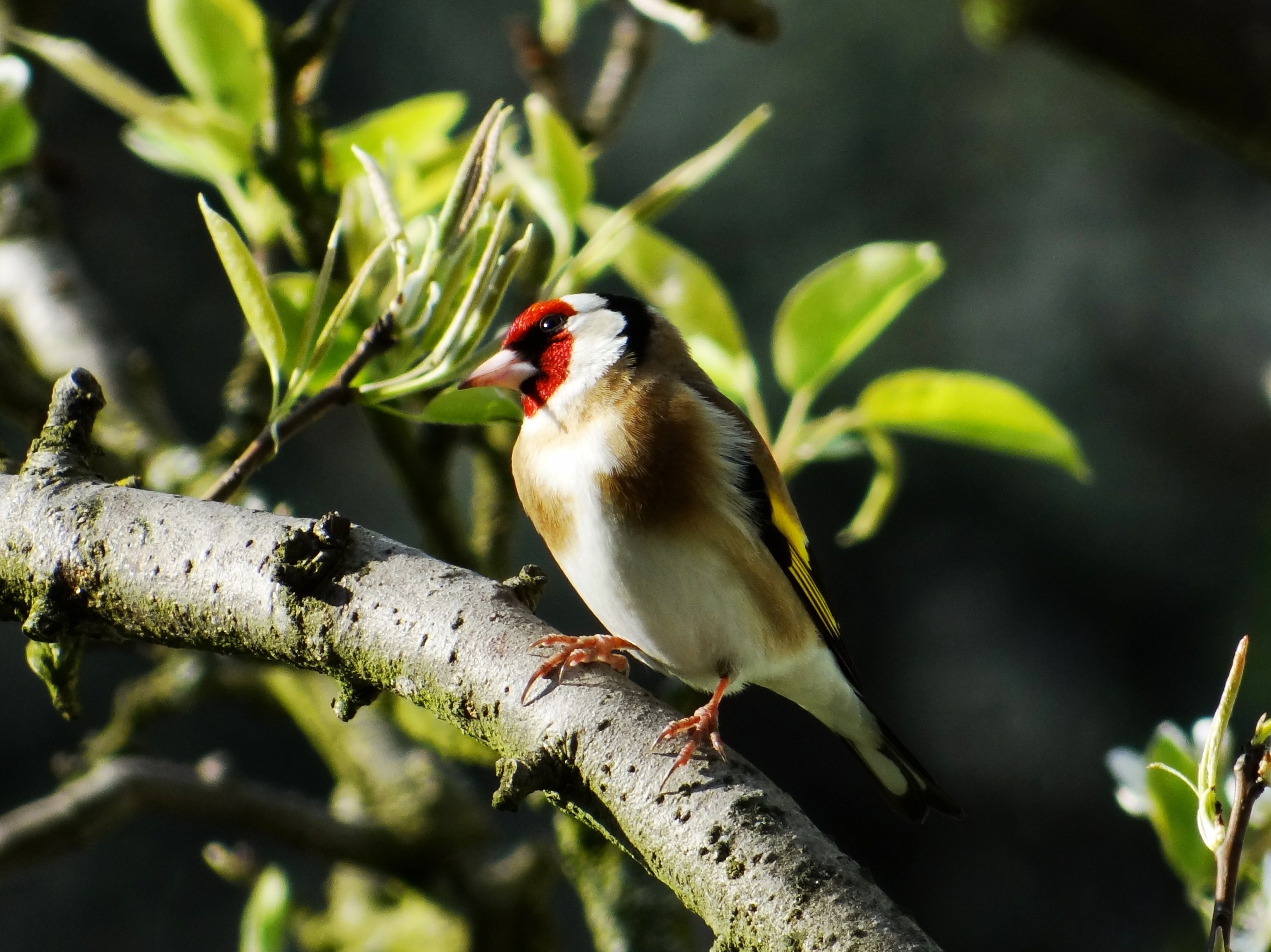
Chardonneret élégant.
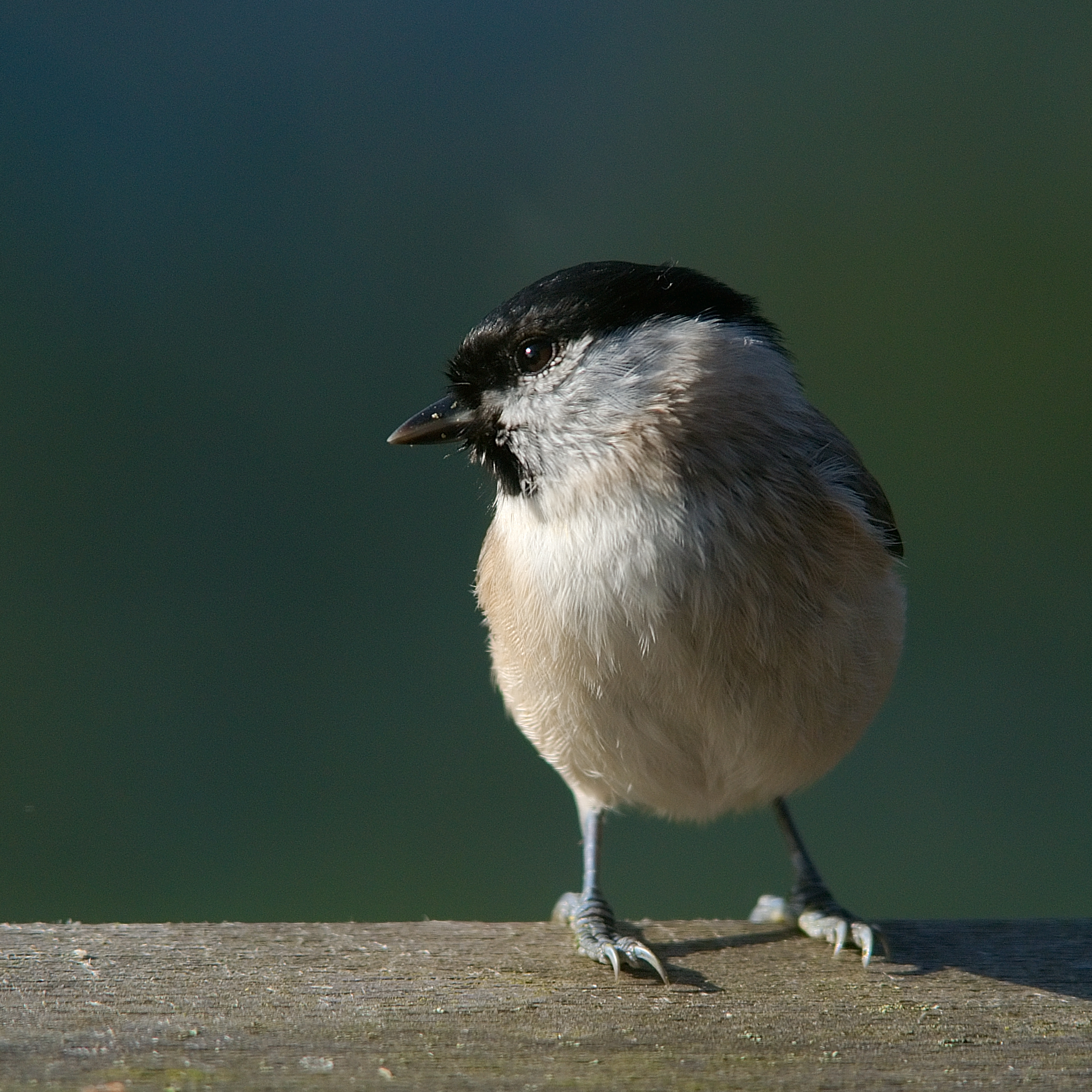
Mésange nonnette.

## Culture et patrimoine

### Visites
Le parc naturel régional des Ardennes est un lieu de visites, par la Voie verte Trans-Ardennes, une piste cyclotouristique longeant la Meuse, mais aussi avec des itinéraires de cyclocross qui parcourent les forêts et les déclivités. Des parcours sont également balisés pour des randonnées à pied.

### Patrimoine
Ce territoire a constitué de tout temps une zone frontière, la forêt des Ardennes constituant une limite naturelle. Les hommes et femmes ont habité ses monts et vallées dès la préhistoire, y laissant dolmens et allées couvertes, telle l'allée couverte de Giraumont. Progressivement, les points névralgiques ont été fortifiés. Les ruines du château de Hierges, du château de Montcornet, du château de Linchamps ou de la forteresse de Château-Regnauld témoignent de l'époque médiévale. La ferme du Maipas, située sur un mauvais passage de la route menant d'Aubenton à Mézières en est un autre témoignage. Aux XVIe et XVIIe siècles, la région reste exposée à des guerres intestines (guerres de religion, et Frondes) ainsi qu'aux incursions ennemies. Des forteresses et des maisons fortes sont édifiées, densifiant le réseau défensif existant, telles le fort de Charlemont, la maison forte de Foisches, le château de la Cour des Prés à Rumigny, le château de Remilly-les-Pothées, le château de L'Échelle, etc..

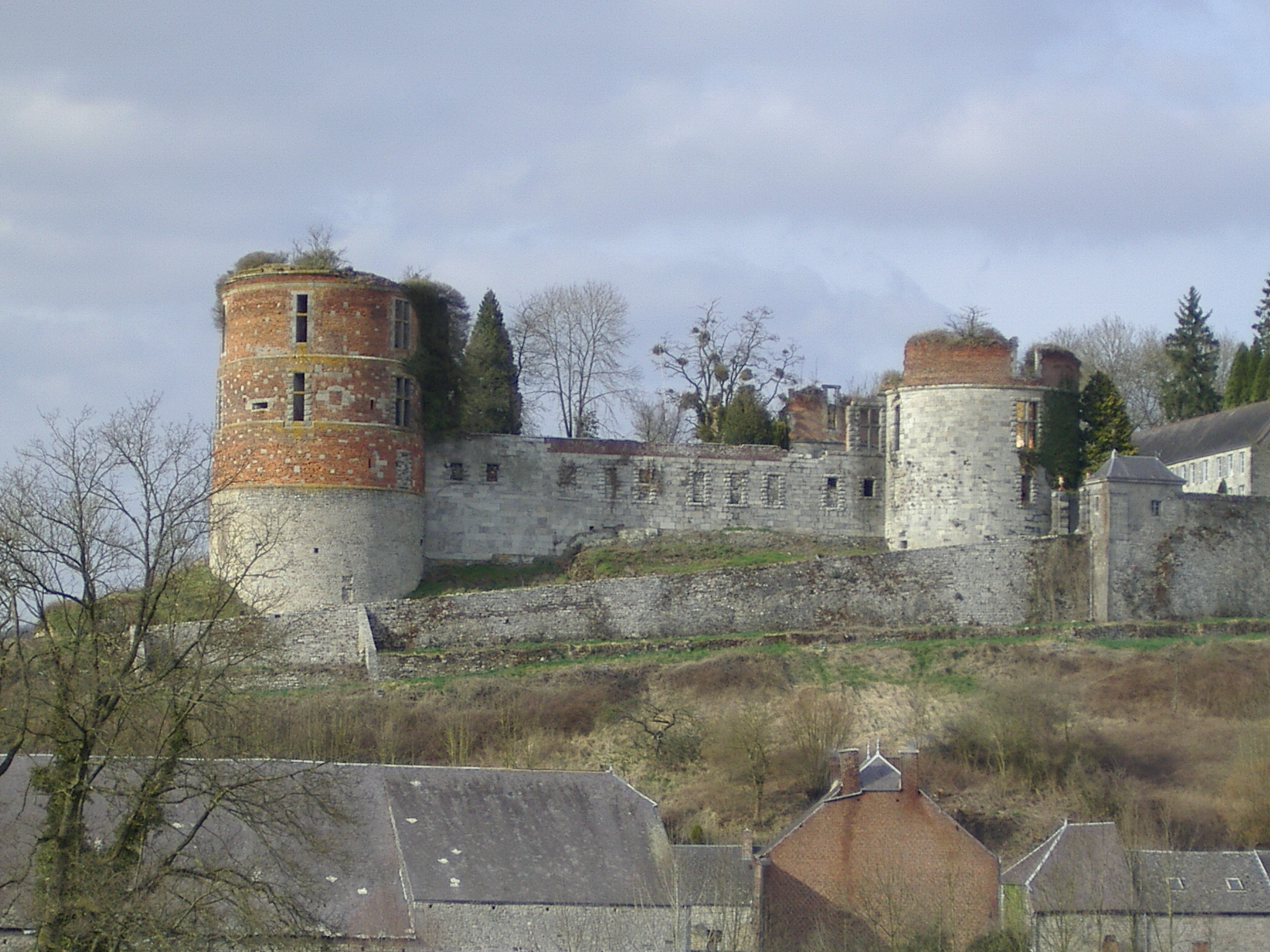
Château de Hierges.
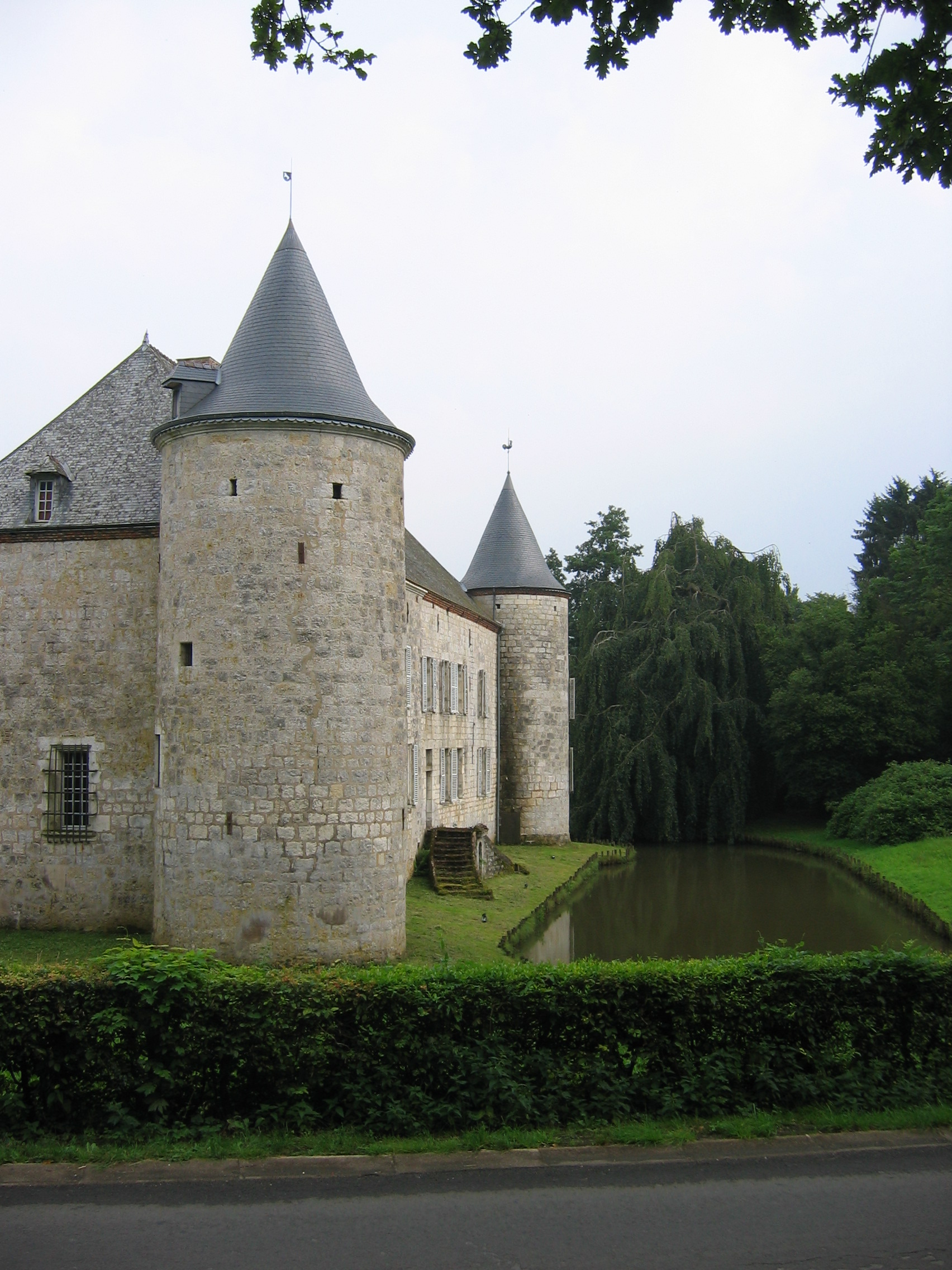
Château de la Cour des Prés.
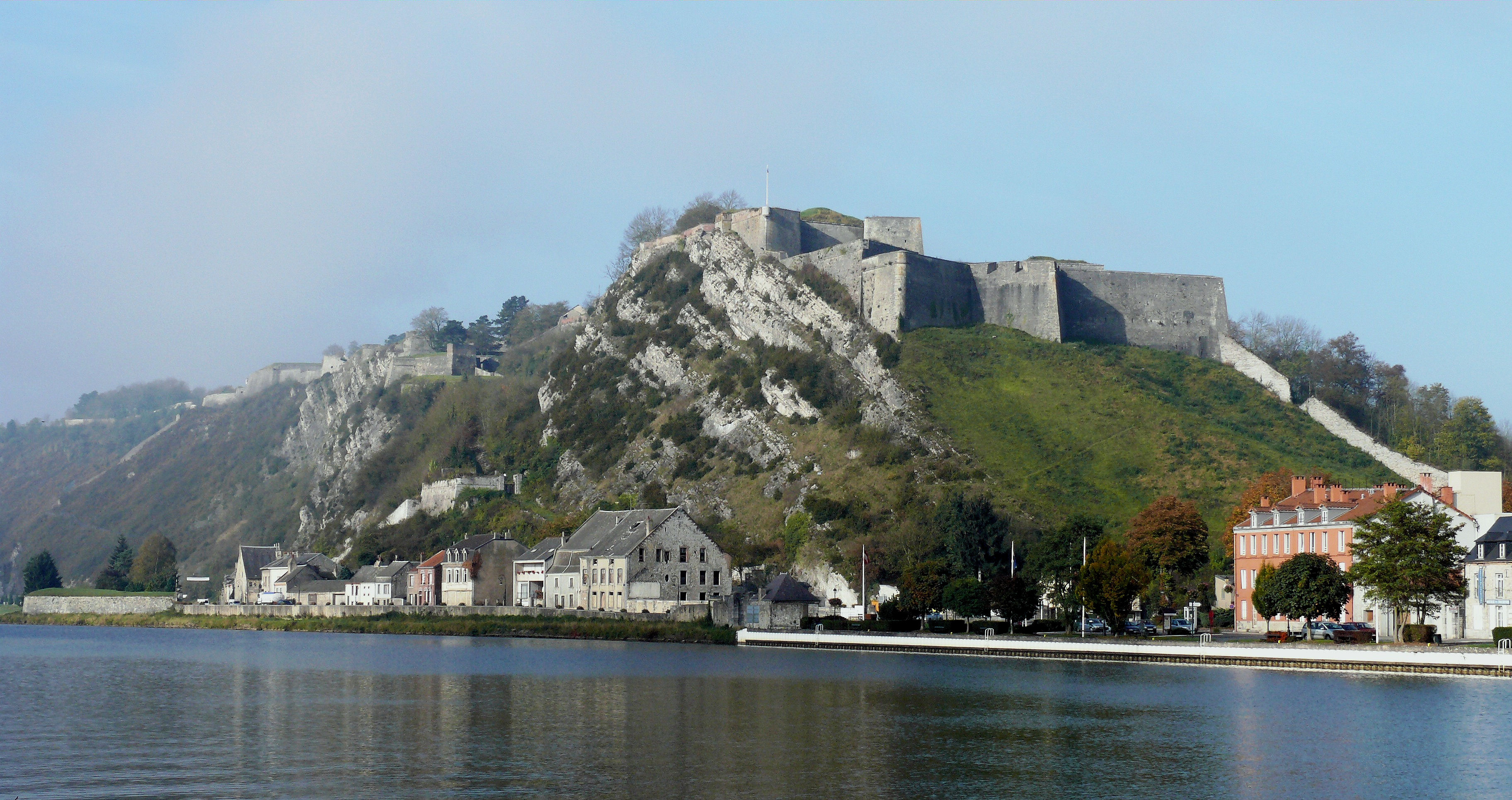
Fort de Charlemont.

Les habitants se protègent aussi par l'édification d'églises fortifiées, particulièrement en Thiérache ardennaise, à Cliron, Tournes, Signy-le-Petit, Fligny, Tarzy, Bossus-lès-Rumigny, Antheny, Flaignes, Hannappes, Prez, Liart, ou dans la vallée de la Meuse, comme l'église Saint-Léger de Monthermé.
Les cités se fortifient, encouragées par le roi de France, et aidées par les meilleurs ingénieurs du royaume. Ainsi, le dispositif étoilé de Rocroi et l'urbanisme de la cité, avec son corps de garde, son arsenal, constituent un ensemble unique en France.
Le bâti et les demeures, aux couleurs des ressources minérales du territoire, forment un autre élément important du patrimoine. Ce bâti diffère selon les paysages et en constitue un des charmes : toits en ardoise du Massif ardennais, pierre bleue de la pointe de Givet, torchis et pans de bois du plateau de Rocroi, calcaire jaune et briques du val de Sormonne, briques, calcaire blanc de la Thiérache ardennaise… Les « beuquettes », ces ouvertures qui servaient à la fois à jeter l'eau et à « jeter un œil » dehors, dans les maisons des Haut-Buttés par exemple, sont une autre particularité locale,.
Les activités artisanales et industrielle sont également à l'origine d'un patrimoine significatif : ateliers, anciennes forges, usines, maisons des patrons (installés quelquefois dans des châteaux seigneuriaux), et maisons (plus modestes) des ouvriers, telles les maisons ouvrières du Laifour, sur l'entrée de la commune en venant de Deville, au lieu Madagascar, la cité Paris-Campagne à Revin, ou la cité de l'Échelle à Bogny-sur-Meuse.

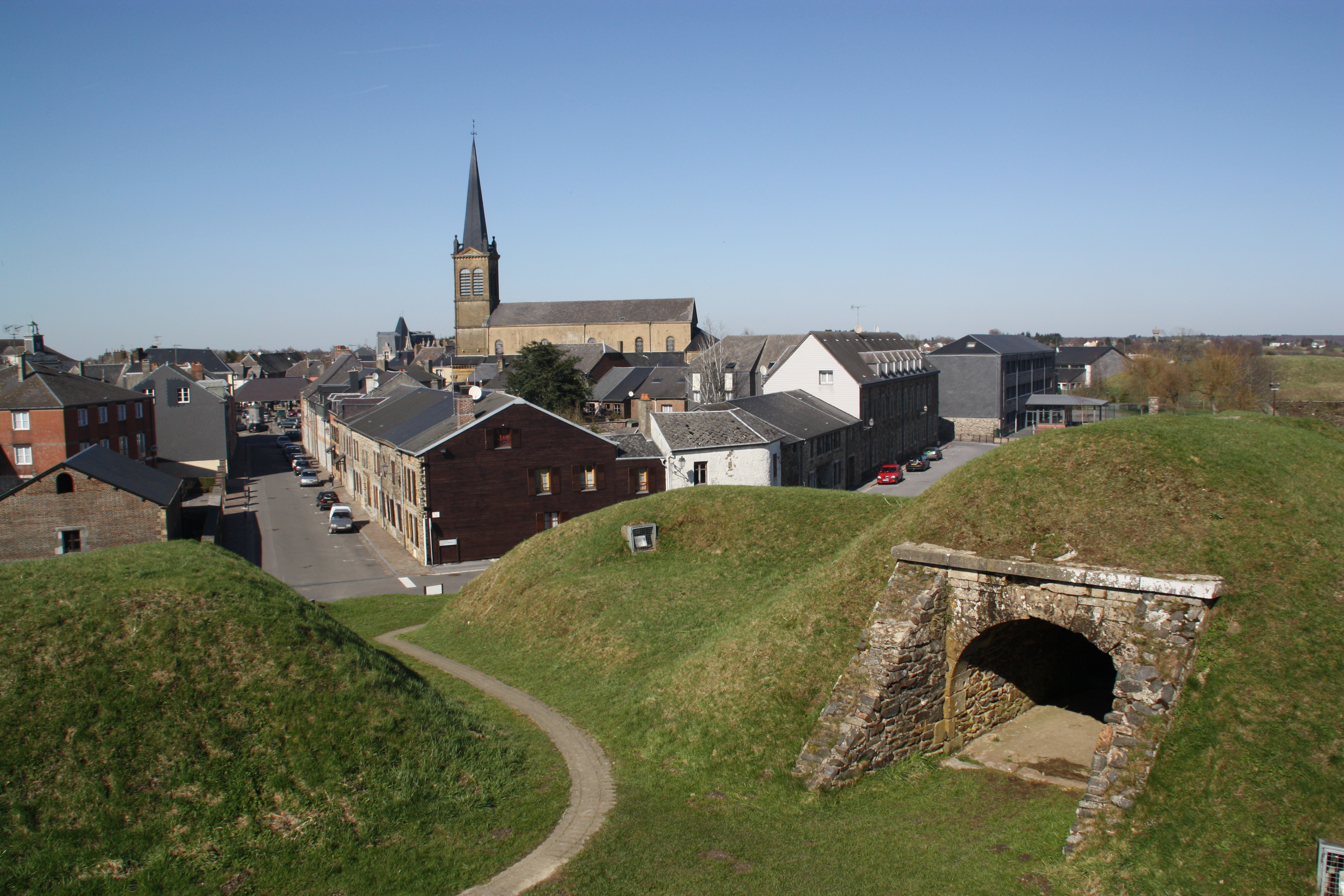
Remparts et ville de Rocroi.
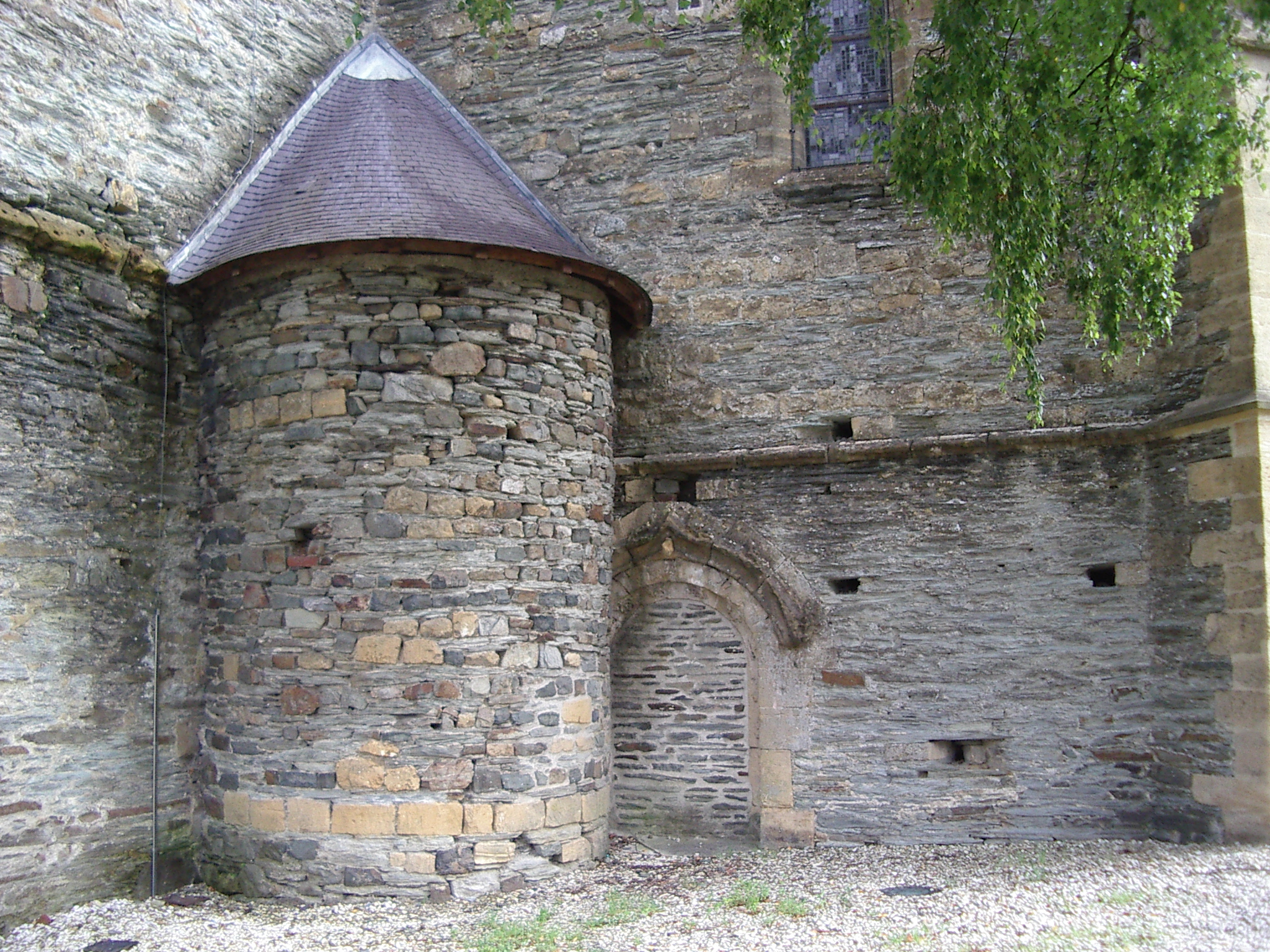
Église Saint-Léger de Monthermé.
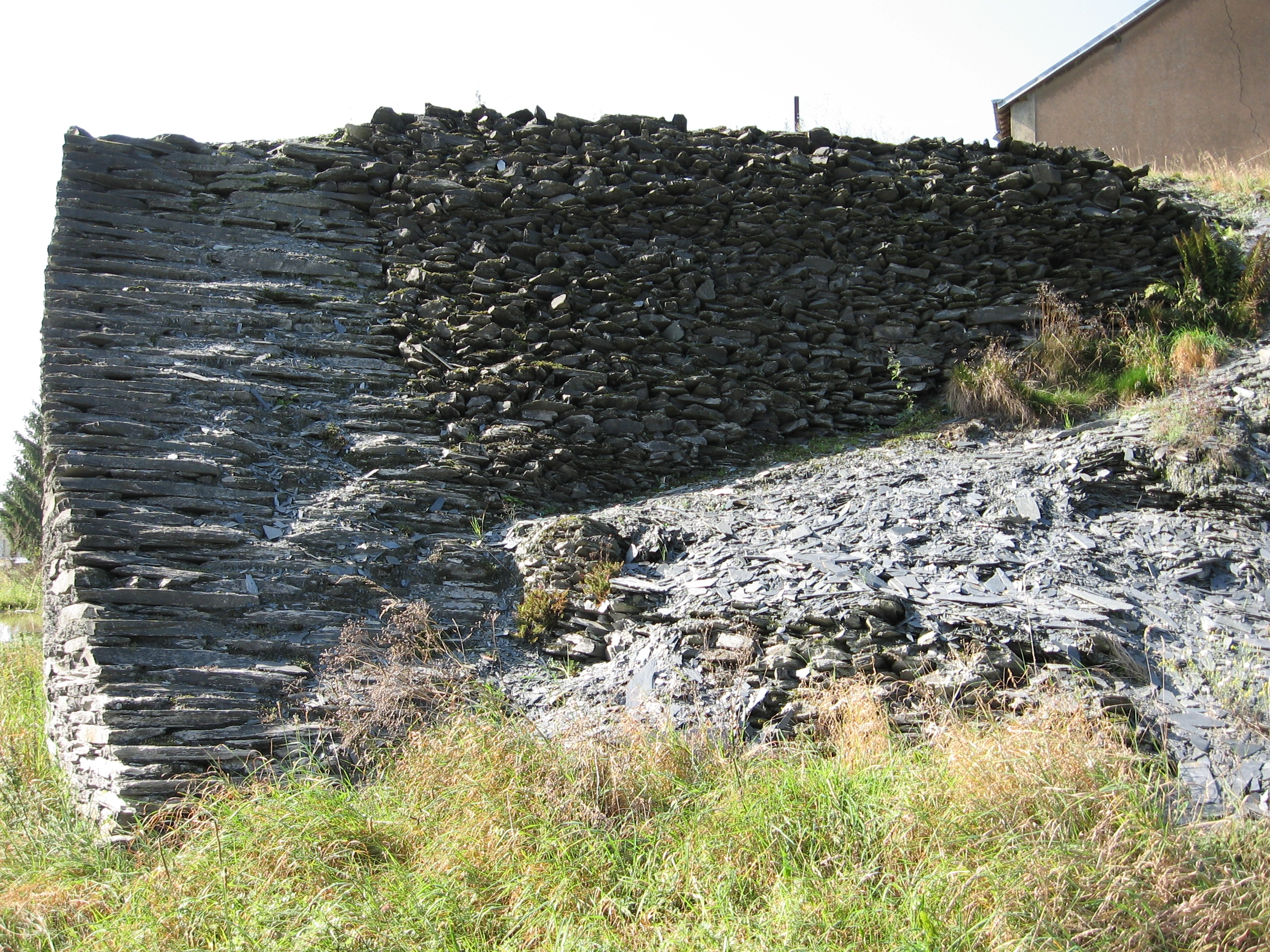
Détail d'un mur d'ancienne  ardoisière de Rimogne.
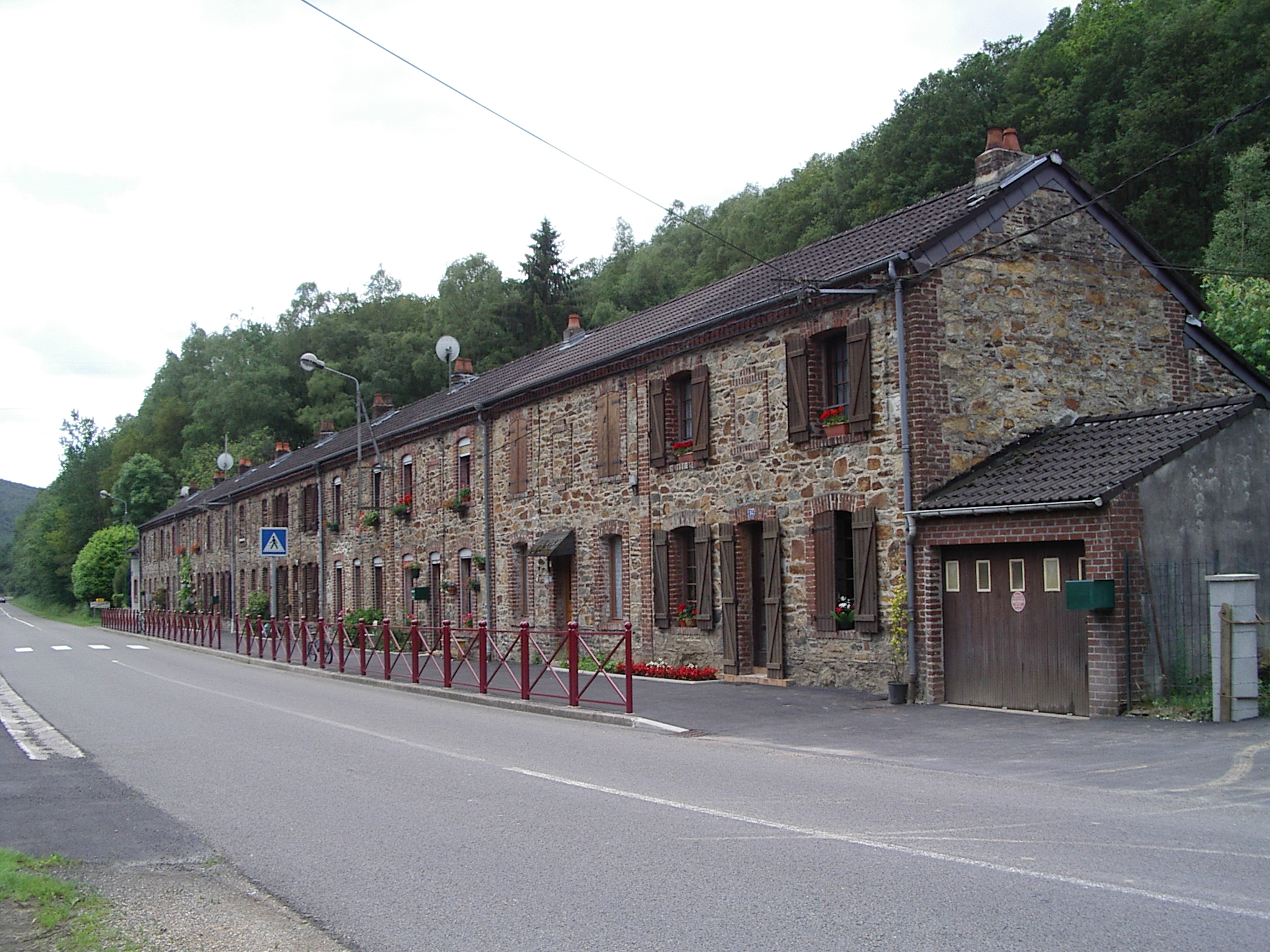
Maisons ouvrières de Laifour.

Le patrimoine du parc naturel régional des Ardennes possède encore d'autres facettes, dont un patrimoine culinaire. Ce sont les plats de poissons ou les plats de gibiers, à découvrir dans les auberges le long de la voie verte Trans-Ardennes. Ou bien encore les plats complets de la vallée de la Meuse, caractéristiques d'une économie longtemps en autarcie, telles la cacasse à cul nu, ou la salade au lard ardennaise. Il faut suivre l'exemple de Georges Simenon, qui avait méticuleusement mené l'enquête sur la cuisine traditionnelle ardennaise, les petits restaurants et les tables de la vallée de la Meuse. Il faut se rendre aussi au marché paysan de Renwez ou de Maubert-Fontaine, franchir la porte des fermes-auberges, apprécier les variétés locales d'arbres fruitiers et aller à la rencontre des divers éleveurs, tels ces éleveurs de dindon rouge des Ardennes à Auge et dans les environs.
Deux vergers conservatoires ont été créés par le parc régional, à Haybes, à proximité de la maison des randonnées, et à Liart, non loin de la ferme pédagogique. Quarante variétés de pommes, poires, prunes et cerises ont été plantées, de la pomme petit croquet à la prune noberte simple, en passant par la poire de la chandeleur,.

### Terre de légendes et de littérature
« L'Ardenne est pour moi un de ces paysages-histoire : elle ne parlerait pas, quand je la revois et que je la traverse, aussi fort qu'elle le fait à mon imagination, si à la seule image de la forêt d'Hercynie sans chemins et sans limites que nous ayons conservée chez nous, elle ne superposait celle de la forêt de Teutoburg, inquiétante à force de silences, trois fois grosse des légions d'Arminius »

— Julien Gracq, Carnets du grand chemin.
Longtemps, ce territoire a été un pays de tradition orale et de légendes : les Dames de la Meuse, les Quatre fils Aymon, sur leur cheval Bayart, l'enchanteur Maugis qui donna son nom au village de Noyers-Pont-Maugis, etc. . Les bois, les ravins, les fagnes et les cavernes seraient peuplées, si l'on en croit les récits transmis de génération en génération, par des nutons, des fées, des Pie-Pie-Van-Van, des Couzziettis et des Hututu,. « Enfant, dans mes Ardennes natales, j’étais fasciné par les contes et légendes » confie l'auteur Pierre Dubois, originaire de Charleville-Mézières et inventeur de l'elficologie. Ce monde de légendes nourrie l'imaginaire des habitants des lieux, relayé au XIXe siècle et dans la première partie du XXe siècle par le journaliste Albert Meyrac,, puis par l'écrivain Charles Gailly de Taurines et le dessinateur Georges Delaw , et aujourd'hui par Pierre Dubois ou Hervé Gourdet. Un festival biennal consacré au légendaire et à la féerie a été créé, le Printemps des Légendes, à Monthermé, ainsi qu'un Centre des Légendes et d'Elficologie en Ardenne, dans la même commune et dans un hameau en hauteur, Les Hauts-Buttés, pour que cette dimension imaginaire reste vivante.
D'autres plumes se sont attachées au XIXe siècle à évoquer ces légendes, mais aussi les paysages, la géologie, et l'histoire de ces terres. En 1842, Victor Hugo, se rendant sur le Rhin, prend plaisir à citer son séjour à Givet, la roche de Charlemont et les paysages dans une lettre pleine d'humour. En 1868, Théophile Gautier décrit un voyage d'exploration sur la Meuse, se croyant dans les parties les plus sauvages du parcours sur « un de ces fleuves du Nouveau monde », évoquant les quatre preux chevaliers montés sur le cheval Bayart, et dans d'autres parties du même fleuve s'étonnant des forges considérables et de l'activité industrielle. En 1869, George Sand entreprend deux voyages dans ce territoire des Ardennes, s'arrêtant à Givet dans la même auberge que Victor Hugo et Théophile Gautier. Elle met à profit ses notes dans une nouvelle publiée l'année suivante, Malgrétout. En 1875, Jules Michelet, attaché par des origines familiales à la petite ville de Renwez, recommande notamment dans son Tableau de la France de  « voir les solitudes de Layfour et les noirs rochers de la Dame de Meuse, la table de l’enchanteur Maugis, l’ineffaçable empreinte que laissa dans le roc le pied du cheval de Renaud ». Et Arthur Rimbaud lui-même, dans les mêmes années 1870, s'il se montre féroce lorsqu'il évoque sa ville natale, « l'atroce Charlestown », consacre plusieurs poèmes à ses longues fugues à travers ce territoire, dont le célèbre Ma Bohème. Il faut citer également, au siècle suivant, Julien Gracq, transposant sa drôle de guerre de la Lorraine à la forêt ardennaise dans Un balcon en forêt, le bourg de Monthermé fournissant le modèle de Moriarmé, Yanny Hureaux, attaché au village de Gespunsart « comme un sanglier à sa tanière », Franz Bartelt, militant pour un musée de la salade au lard ardennaise, ou André Velter. Ce dernier écrivant d'Henri Michaux : « il se trouve que nous sommes tous les deux nés dans les Ardennes, lui côté belge, moi côté français, et il m'a parlé de l’ardennité ! Jamais je n'aurais imaginé Michaux soucieux d'une telle vétille originelle, et je pense qu'il s'est diverti de ma stupéfaction. Il a évoqué le sol, les montagnes primaires rabotées, enlisées comme des barges, l'exaspération d'être sur des sédiments d'altitude, avec pour quelques-uns la tentation de partir droit devant n'importe où ».

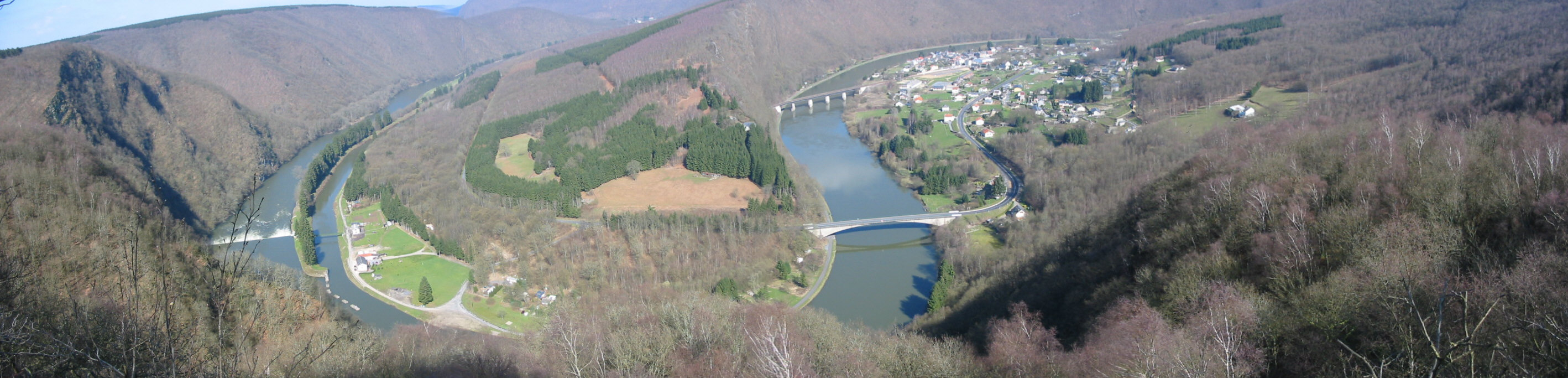
Forêt ardennaise et vallée de la Meuse, à Laifour.

## Principales publications du parc
La plupart de ces publications sont disponibles sur le site du parc, par téléchargement.
- Bulletin d'information des habitants du Parc.
- Carte des itinéraires VTT-FFC des vallées de Meuse et Semoy 2013.
- Bulletin des Élus et partenaires, Esprit Parc.
- Bulletin Natura 2000.
- Plan du PNR des Ardennes.
- Guide du fleurissement.
- Guide de l'habitat.
- Guide des oiseaux du territoire.
- Guide du bocage.
- Rendez-vous aux vergers.
- Éducation à l'environnement.
- Programme des Conseils-habitat.
- Programme des Marchés paysans de Maubert-Fontaine et Renwez.